# فهرست سیارک‌ها (۱۹۰۰۱–۲۰۰۰۱)
فهرست سیارک‌ها (۱۹۰۰۱ - ۲۰۰۰۱) فهرست سیارک‌ها از ۱۹۰۰۱ تا ۲۰۰۰۱ است.
| نام   | نام انگلیسی    | تاریخ کشف       |
| ----- | -------------- | --------------- |
| ۱۹۰۰۱ | 2000 RV60      | ۶ سپتامبر ۲۰۰۰  |
| ۱۹۰۰۲ | Tongkexue      | ۱ سپتامبر ۲۰۰۰  |
| ۱۹۰۰۳ | Erinfrey       | ۱ سپتامبر ۲۰۰۰  |
| ۱۹۰۰۴ | Chirayath      | ۲ سپتامبر ۲۰۰۰  |
| ۱۹۰۰۵ | Teckman        | ۱ سپتامبر ۲۰۰۰  |
| ۱۹۰۰۶ | 2000 RY65      | ۱ سپتامبر ۲۰۰۰  |
| ۱۹۰۰۷ | Nirajnathan    | ۲ سپتامبر ۲۰۰۰  |
| ۱۹۰۰۸ | Kristibutler   | ۲ سپتامبر ۲۰۰۰  |
| ۱۹۰۰۹ | Galenmaly      | ۲ سپتامبر ۲۰۰۰  |
| ۱۹۰۱۰ | 2000 RT72      | ۲ سپتامبر ۲۰۰۰  |
| ۱۹۰۱۱ | 2000 RU75      | ۳ سپتامبر ۲۰۰۰  |
| ۱۹۰۱۲ | 2000 RZ75      | ۳ سپتامبر ۲۰۰۰  |
| ۱۹۰۱۳ | 2000 RN76      | ۴ سپتامبر ۲۰۰۰  |
| ۱۹۰۱۴ | 2000 RW77      | ۹ سپتامبر ۲۰۰۰  |
| ۱۹۰۱۵ | 2000 RX77      | ۹ سپتامبر ۲۰۰۰  |
| ۱۹۰۱۶ | 2000 RY78      | ۱۱ سپتامبر ۲۰۰۰ |
| ۱۹۰۱۷ | Susanlederer   | ۴ سپتامبر ۲۰۰۰  |
| ۱۹۰۱۸ | 2000 RL100     | ۵ سپتامبر ۲۰۰۰  |
| ۱۹۰۱۹ | Sunflower      | ۱۷ سپتامبر ۲۰۰۰ |
| ۱۹۰۲۰ | 2000 SC6       | ۲۰ سپتامبر ۲۰۰۰ |
| ۱۹۰۲۱ | 2000 SC8       | ۲۰ سپتامبر ۲۰۰۰ |
| ۱۹۰۲۲ | Penzel         | ۲۶ سپتامبر ۲۰۰۰ |
| ۱۹۰۲۳ | Varela         | ۲۴ سپتامبر ۲۰۰۰ |
| ۱۹۰۲۴ | 2000 SS112     | ۲۴ سپتامبر ۲۰۰۰ |
| ۱۹۰۲۵ | Arthurpetron   | ۲۴ سپتامبر ۲۰۰۰ |
| ۱۹۰۲۶ | 2000 SR145     | ۲۴ سپتامبر ۲۰۰۰ |
| ۱۹۰۲۷ | 2000 SZ149     | ۲۴ سپتامبر ۲۰۰۰ |
| ۱۹۰۲۸ | 2000 SC165     | ۲۳ سپتامبر ۲۰۰۰ |
| ۱۹۰۲۹ | Briede         | ۲۴ سپتامبر ۲۰۰۰ |
| ۱۹۰۳۰ | 2000 SJ276     | ۳۰ سپتامبر ۲۰۰۰ |
| ۱۹۰۳۱ | 2000 SU295     | ۲۷ سپتامبر ۲۰۰۰ |
| ۱۹۰۳۱ | 2053 P-L       | ۲۴ سپتامبر ۱۹۶۰ |
| ۱۹۰۳۱ | 2157 P-L       | ۲۴ سپتامبر ۱۹۶۰ |
| ۱۹۰۳۴ | Santorini      | ۲۴ سپتامبر ۱۹۶۰ |
| ۱۹۰۳۴ | 4634 P-L       | ۲۴ سپتامبر ۱۹۶۰ |
| ۱۹۰۳۴ | 4642 P-L       | ۲۴ سپتامبر ۱۹۶۰ |
| ۱۹۰۳۴ | 4663 P-L       | ۲۴ سپتامبر ۱۹۶۰ |
| ۱۹۰۳۴ | 4764 P-L       | ۲۴ سپتامبر ۱۹۶۰ |
| ۱۹۰۳۴ | 4844 P-L       | ۲۴ سپتامبر ۱۹۶۰ |
| ۱۹۰۳۴ | 4875 P-L       | ۲۶ سپتامبر ۱۹۶۰ |
| ۱۹۰۳۴ | 6055 P-L       | ۲۴ سپتامبر ۱۹۶۰ |
| ۱۹۰۳۴ | 6104 P-L       | ۲۴ سپتامبر ۱۹۶۰ |
| ۱۹۰۳۴ | 6214 P-L       | ۲۴ سپتامبر ۱۹۶۰ |
| ۱۹۰۳۴ | 6516 P-L       | ۲۴ سپتامبر ۱۹۶۰ |
| ۱۹۰۳۴ | 6593 P-L       | ۲۴ سپتامبر ۱۹۶۰ |
| ۱۹۰۳۴ | 7607 P-L       | ۱۷ اکتبر ۱۹۶۰   |
| ۱۹۰۳۴ | 9516 P-L       | ۲۲ اکتبر ۱۹۶۰   |
| ۱۹۰۳۴ | 9567 P-L       | ۱۷ اکتبر ۱۹۶۰   |
| ۱۹۰۴۹ | 1105 T-1       | ۲۵ مارس ۱۹۷۱    |
| ۱۹۰۵۰ | 1162 T-1       | ۲۵ مارس ۱۹۷۱    |
| ۱۹۰۵۱ | 3210 T-1       | ۲۶ مارس ۱۹۷۱    |
| ۱۹۰۵۲ | 1017 T-2       | ۲۹ سپتامبر ۱۹۷۳ |
| ۱۹۰۵۳ | 1054 T-2       | ۲۹ سپتامبر ۱۹۷۳ |
| ۱۹۰۵۴ | 1058 T-2       | ۲۹ سپتامبر ۱۹۷۳ |
| ۱۹۰۵۵ | 1066 T-2       | ۲۹ سپتامبر ۱۹۷۳ |
| ۱۹۰۵۶ | 1162 T-2       | ۲۹ سپتامبر ۱۹۷۳ |
| ۱۹۰۵۷ | 1166 T-2       | ۲۹ سپتامبر ۱۹۷۳ |
| ۱۹۰۵۸ | 1331 T-2       | ۲۹ سپتامبر ۱۹۷۳ |
| ۱۹۰۵۹ | 1352 T-2       | ۲۹ سپتامبر ۱۹۷۳ |
| ۱۹۰۶۰ | 2176 T-2       | ۲۹ سپتامبر ۱۹۷۳ |
| ۱۹۰۶۱ | 2261 T-2       | ۲۹ سپتامبر ۱۹۷۳ |
| ۱۹۰۶۲ | 2289 T-2       | ۲۹ سپتامبر ۱۹۷۳ |
| ۱۹۰۶۳ | 3147 T-2       | ۳۰ سپتامبر ۱۹۷۳ |
| ۱۹۰۶۴ | 3176 T-2       | ۳۰ سپتامبر ۱۹۷۳ |
| ۱۹۰۶۵ | 3351 T-2       | ۲۵ سپتامبر ۱۹۷۳ |
| ۱۹۰۶۶ | 4068 T-2       | ۲۹ سپتامبر ۱۹۷۳ |
| ۱۹۰۶۷ | 4087 T-2       | ۲۹ سپتامبر ۱۹۷۳ |
| ۱۹۰۶۸ | 4232 T-2       | ۲۹ سپتامبر ۱۹۷۳ |
| ۱۹۰۶۹ | 5149 T-2       | ۲۵ سپتامبر ۱۹۷۳ |
| ۱۹۰۷۰ | 5491 T-2       | ۳۰ سپتامبر ۱۹۷۳ |
| ۱۹۰۷۱ | 1047 T-3       | ۱۷ اکتبر ۱۹۷۷   |
| ۱۹۰۷۲ | 1222 T-3       | ۱۷ اکتبر ۱۹۷۷   |
| ۱۹۰۷۳ | 3157 T-3       | ۱۶ اکتبر ۱۹۷۷   |
| ۱۹۰۷۴ | 4236 T-3       | ۱۶ اکتبر ۱۹۷۷   |
| ۱۹۰۷۵ | 4288 T-3       | ۱۶ اکتبر ۱۹۷۷   |
| ۱۹۰۷۶ | 5002 T-3       | ۱۶ اکتبر ۱۹۷۷   |
| ۱۹۰۷۷ | 5123 T-3       | ۱۶ اکتبر ۱۹۷۷   |
| ۱۹۰۷۸ | 5187 T-3       | ۱۶ اکتبر ۱۹۷۷   |
| ۱۹۰۷۹ | Hernandez      | ۳۱ مه ۱۹۶۷      |
| ۱۹۰۸۰ | Martinfierro   | ۱۰ مه ۱۹۷۰      |
| ۱۹۰۸۱ | Mravinskij     | ۲۲ سپتامبر ۱۹۷۳ |
| ۱۹۰۸۲ | Vikchernov     | ۲۶ اوت ۱۹۷۶     |
| ۱۹۰۸۳ | 1977 DA4       | ۱۸ فوریه ۱۹۷۷   |
| ۱۹۰۸۴ | 1978 RQ9       | ۲ سپتامبر ۱۹۷۸  |
| ۱۹۰۸۵ | 1978 UR4       | ۲۷ اکتبر ۱۹۷۸   |
| ۱۹۰۸۶ | 1978 VB3       | ۷ نوامبر ۱۹۷۸   |
| ۱۹۰۸۷ | 1978 VT4       | ۷ نوامبر ۱۹۷۸   |
| ۱۹۰۸۸ | 1978 VW4       | ۷ نوامبر ۱۹۷۸   |
| ۱۹۰۸۹ | 1978 VZ6       | ۷ نوامبر ۱۹۷۸   |
| ۱۹۰۹۰ | 1978 VM9       | ۷ نوامبر ۱۹۷۸   |
| ۱۹۰۹۰ | 1978 XX        | ۶ دسامبر ۱۹۷۸   |
| ۱۹۰۹۲ | 1979 MF2       | ۲۵ ژوئن ۱۹۷۹    |
| ۱۹۰۹۳ | 1979 MM3       | ۲۵ ژوئن ۱۹۷۹    |
| ۱۹۰۹۴ | 1979 MR6       | ۲۵ ژوئن ۱۹۷۹    |
| ۱۹۰۹۵ | 1979 MA8       | ۲۵ ژوئن ۱۹۷۹    |
| ۱۹۰۹۶ | Leonfridman    | ۱۴ اکتبر ۱۹۷۹   |
| ۱۹۰۹۷ | 1981 EY2       | ۲ مارس ۱۹۸۱     |
| ۱۹۰۹۸ | 1981 EM3       | ۲ مارس ۱۹۸۱     |
| ۱۹۰۹۹ | 1981 EC4       | ۲ مارس ۱۹۸۱     |
| ۱۹۱۰۰ | 1981 EH5       | ۲ مارس ۱۹۸۱     |
| ۱۹۱۰۱ | 1981 EV6       | ۶ مارس ۱۹۸۱     |
| ۱۹۱۰۲ | 1981 EH8       | ۱ مارس ۱۹۸۱     |
| ۱۹۱۰۳ | 1981 ER11      | ۷ مارس ۱۹۸۱     |
| ۱۹۱۰۴ | 1981 EY13      | ۱ مارس ۱۹۸۱     |
| ۱۹۱۰۵ | 1981 EB15      | ۱ مارس ۱۹۸۱     |
| ۱۹۱۰۶ | 1981 EV15      | ۱ مارس ۱۹۸۱     |
| ۱۹۱۰۷ | 1981 EU19      | ۲ مارس ۱۹۸۱     |
| ۱۹۱۰۸ | 1981 EV21      | ۲ مارس ۱۹۸۱     |
| ۱۹۱۰۹ | 1981 EZ23      | ۷ مارس ۱۹۸۱     |
| ۱۹۱۱۰ | 1981 EF29      | ۱ مارس ۱۹۸۱     |
| ۱۹۱۱۱ | 1981 EM29      | ۱ مارس ۱۹۸۱     |
| ۱۹۱۱۲ | 1981 EN31      | ۲ مارس ۱۹۸۱     |
| ۱۹۱۱۳ | 1981 EB33      | ۱ مارس ۱۹۸۱     |
| ۱۹۱۱۴ | 1981 EP37      | ۱ مارس ۱۹۸۱     |
| ۱۹۱۱۵ | 1981 EM39      | ۲ مارس ۱۹۸۱     |
| ۱۹۱۱۶ | 1981 EZ40      | ۲ مارس ۱۹۸۱     |
| ۱۹۱۱۷ | 1981 EL41      | ۲ مارس ۱۹۸۱     |
| ۱۹۱۱۸ | 1981 SD2       | ۲۶ سپتامبر ۱۹۸۱ |
| ۱۹۱۱۹ | Dimpna         | ۲۷ سپتامبر ۱۹۸۱ |
| ۱۹۱۲۰ | Doronina       | ۶ اوت ۱۹۸۳      |
| ۱۹۱۲۱ | 1985 CY1       | ۱۲ فوریه ۱۹۸۵   |
| ۱۹۱۲۲ | 1985 VF1       | ۷ نوامبر ۱۹۸۵   |
| ۱۹۱۲۳ | 1986 TP1       | ۷ اکتبر ۱۹۸۶    |
| ۱۹۱۲۴ | 1986 TH3       | ۴ اکتبر ۱۹۸۶    |
| ۱۹۱۲۴ | 1987 CH        | ۲ فوریه ۱۹۸۷    |
| ۱۹۱۲۶ | Ottohahn       | ۲۲ اوت ۱۹۸۷     |
| ۱۹۱۲۷ | Olegefremov    | ۲۶ اوت ۱۹۸۷     |
| ۱۹۱۲۸ | 1987 YR1       | ۱۷ دسامبر ۱۹۸۷  |
| ۱۹۱۲۹ | Loos           | ۱۰ ژانویه ۱۹۸۸  |
| ۱۹۱۳۰ | Tytgat         | ۱۱ فوریه ۱۹۸۸   |
| ۱۹۱۳۱ | 1988 CY3       | ۱۳ فوریه ۱۹۸۸   |
| ۱۹۱۳۱ | 1988           | CL۴             |
| ۱۹۱۳۳ | 1988 PC2       | ۷ اوت ۱۹۸۸      |
| ۱۹۱۳۴ | 1988 TQ1       | ۱۵ اکتبر ۱۹۸۸   |
| ۱۹۱۳۴ | 1988 XQ        | ۳ دسامبر ۱۹۸۸   |
| ۱۹۱۳۶ | Strassmann     | ۱۰ ژانویه ۱۹۸۹  |
| ۱۹۱۳۷ | 1989 CP2       | ۴ فوریه ۱۹۸۹    |
| ۱۹۱۳۸ | 1989 EJ1       | ۱۰ مارس ۱۹۸۹    |
| ۱۹۱۳۹ | Apian          | ۶ آوریل ۱۹۸۹    |
| ۱۹۱۴۰ | Jansmit        | ۲ سپتامبر ۱۹۸۹  |
| ۱۹۱۴۱ | 1989 SB4       | ۲۶ سپتامبر ۱۹۸۹ |
| ۱۹۱۴۲ | 1989 SU4       | ۲۶ سپتامبر ۱۹۸۹ |
| ۱۹۱۴۳ | 1989 SA10      | ۲۶ سپتامبر ۱۹۸۹ |
| ۱۹۱۴۴ | 1989 UP1       | ۲۸ اکتبر ۱۹۸۹   |
| ۱۹۱۴۴ | 1989 YC        | ۲۵ دسامبر ۱۹۸۹  |
| ۱۹۱۴۴ | 1989 YY        | ۳۰ دسامبر ۱۹۸۹  |
| ۱۹۱۴۷ | 1989 YV4       | ۳۰ دسامبر ۱۹۸۹  |
| ۱۹۱۴۸ | Alaska         | ۲۸ دسامبر ۱۹۸۹  |
| ۱۹۱۴۹ | Boccaccio      | ۲ مارس ۱۹۹۰     |
| ۱۹۱۴۹ | 1990 HY        | ۲۶ آوریل ۱۹۹۰   |
| ۱۹۱۵۱ | 1990 KD1       | ۲۰ مه ۱۹۹۰      |
| ۱۹۱۵۲ | 1990 OB5       | ۲۷ ژوئیه ۱۹۹۰   |
| ۱۹۱۵۳ | 1990 QB3       | ۲۸ اوت ۱۹۹۰     |
| ۱۹۱۵۴ | 1990 QX4       | ۲۴ اوت ۱۹۹۰     |
| ۱۹۱۵۵ | Lifeson        | ۲۲ سپتامبر ۱۹۹۰ |
| ۱۹۱۵۶ | 1990 SE4       | ۲۰ سپتامبر ۱۹۹۰ |
| ۱۹۱۵۷ | 1990 SS6       | ۲۲ سپتامبر ۱۹۹۰ |
| ۱۹۱۵۸ | 1990 SN7       | ۲۲ سپتامبر ۱۹۹۰ |
| ۱۹۱۵۸ | 1990 TT        | ۱۰ اکتبر ۱۹۹۰   |
| ۱۹۱۶۰ | 1990 TC1       | ۱۵ اکتبر ۱۹۹۰   |
| ۱۹۱۶۱ | 1990 TQ1       | ۱۵ اکتبر ۱۹۹۰   |
| ۱۹۱۶۲ | Wambsganss     | ۱۰ اکتبر ۱۹۹۰   |
| ۱۹۱۶۳ | 1990 WE5       | ۱۶ نوامبر ۱۹۹۰  |
| ۱۹۱۶۴ | 1991 AU1       | ۱۲ ژانویه ۱۹۹۱  |
| ۱۹۱۶۴ | 1991 CD        | ۴ فوریه ۱۹۹۱    |
| ۱۹۱۶۶ | 1991 EY1       | ۷ مارس ۱۹۹۱     |
| ۱۹۱۶۷ | 1991 ED2       | ۹ مارس ۱۹۹۱     |
| ۱۹۱۶۸ | 1991 EO5       | ۱۴ مارس ۱۹۹۱    |
| ۱۹۱۶۸ | 1991 FD        | ۱۷ مارس ۱۹۹۱    |
| ۱۹۱۶۸ | 1991 FH        | ۱۸ مارس ۱۹۹۱    |
| ۱۹۱۶۸ | 1991 FS        | ۱۷ مارس ۱۹۹۱    |
| ۱۹۱۷۲ | 1991 FC4       | ۲۲ مارس ۱۹۹۱    |
| ۱۹۱۷۳ | Virginiaterese | ۱۵ آوریل ۱۹۹۱   |
| ۱۹۱۷۴ | 1991 NS6       | ۱۱ ژوئیه ۱۹۹۱   |
| ۱۹۱۷۵ | 1991 PP2       | ۲ اوت ۱۹۹۱      |
| ۱۹۱۷۶ | 1991 PK3       | ۲ اوت ۱۹۹۱      |
| ۱۹۱۷۷ | 1991 PJ11      | ۹ اوت ۱۹۹۱      |
| ۱۹۱۷۸ | Walterbothe    | ۹ سپتامبر ۱۹۹۱  |
| ۱۹۱۷۹ | 1991 RK8       | ۱۲ سپتامبر ۱۹۹۱ |
| ۱۹۱۸۰ | 1991 RK16      | ۱۵ سپتامبر ۱۹۹۱ |
| ۱۹۱۸۱ | 1991 SD1       | ۳۰ سپتامبر ۱۹۹۱ |
| ۱۹۱۸۲ | Pitz           | ۷ اکتبر ۱۹۹۱    |
| ۱۹۱۸۳ | Amati          | ۵ اکتبر ۱۹۹۱    |
| ۱۹۱۸۴ | 1991 TB6       | ۶ اکتبر ۱۹۹۱    |
| ۱۹۱۸۵ | Guarneri       | ۴ اکتبر ۱۹۹۱    |
| ۱۹۱۸۶ | 1991 VY1       | ۵ نوامبر ۱۹۹۱   |
| ۱۹۱۸۷ | 1991 VU2       | ۴ نوامبر ۱۹۹۱   |
| ۱۹۱۸۷ | 1991 YT        | ۳۰ دسامبر ۱۹۹۱  |
| ۱۹۱۸۹ | Stradivari     | ۲۸ دسامبر ۱۹۹۱  |
| ۱۹۱۹۰ | Morihiroshi    | ۱۰ ژانویه ۱۹۹۲  |
| ۱۹۱۹۱ | 1992 DT2       | ۲۳ فوریه ۱۹۹۲   |
| ۱۹۱۹۲ | 1992 DY5       | ۲۹ فوریه ۱۹۹۲   |
| ۱۹۱۹۳ | 1992 DK6       | ۲۹ فوریه ۱۹۹۲   |
| ۱۹۱۹۴ | 1992 DG7       | ۲۹ فوریه ۱۹۹۲   |
| ۱۹۱۹۵ | 1992 DM7       | ۲۹ فوریه ۱۹۹۲   |
| ۱۹۱۹۶ | 1992 DQ7       | ۲۹ فوریه ۱۹۹۲   |
| ۱۹۱۹۶ | 1992 EO        | ۶ مارس ۱۹۹۲     |
| ۱۹۱۹۸ | 1992 ED8       | ۲ مارس ۱۹۹۲     |
| ۱۹۱۹۹ | 1992 FL3       | ۲۶ مارس ۱۹۹۲    |
| ۱۹۲۰۰ | 1992 GU2       | ۴ آوریل ۱۹۹۲    |
| ۱۹۲۰۱ | 1992 GZ4       | ۴ آوریل ۱۹۹۲    |
| ۱۹۲۰۱ | 1992 HN        | ۲۹ آوریل ۱۹۹۲   |
| ۱۹۲۰۳ | 1992 HJ2       | ۲۷ آوریل ۱۹۹۲   |
| ۱۹۲۰۳ | 1992 ME        | ۲۱ ژوئن ۱۹۹۲    |
| ۱۹۲۰۳ | 1992 PT        | ۸ اوت ۱۹۹۲      |
| ۱۹۲۰۶ | 1992 PH4       | ۲ اوت ۱۹۹۲      |
| ۱۹۲۰۷ | 1992 QS1       | ۲۴ اوت ۱۹۹۲     |
| ۱۹۲۰۸ | Starrfield     | ۲ سپتامبر ۱۹۹۲  |
| ۱۹۲۰۹ | 1992 UW2       | ۲۵ اکتبر ۱۹۹۲   |
| ۱۹۲۱۰ | 1992 YE4       | ۲۵ دسامبر ۱۹۹۲  |
| ۱۹۲۱۰ | 1993 DM        | ۲۱ فوریه ۱۹۹۳   |
| ۱۹۲۱۲ | 1993 FL18      | ۱۷ مارس ۱۹۹۳    |
| ۱۹۲۱۳ | 1993 FF21      | ۲۱ مارس ۱۹۹۳    |
| ۱۹۲۱۴ | 1993 FT22      | ۲۱ مارس ۱۹۹۳    |
| ۱۹۲۱۵ | 1993 FS29      | ۲۱ مارس ۱۹۹۳    |
| ۱۹۲۱۶ | 1993 FA37      | ۱۹ مارس ۱۹۹۳    |
| ۱۹۲۱۷ | 1993 FE43      | ۱۹ مارس ۱۹۹۳    |
| ۱۹۲۱۸ | 1993 FH49      | ۱۹ مارس ۱۹۹۳    |
| ۱۹۲۱۹ | 1993 OH5       | ۲۰ ژوئیه ۱۹۹۳   |
| ۱۹۲۲۰ | 1993 OX11      | ۱۹ ژوئیه ۱۹۹۳   |
| ۱۹۲۲۱ | 1993 PD3       | ۱۴ اوت ۱۹۹۳     |
| ۱۹۲۲۲ | 1993 QK1       | ۱۶ اوت ۱۹۹۳     |
| ۱۹۲۲۳ | 1993 QH8       | ۲۰ اوت ۱۹۹۳     |
| ۱۹۲۲۴ | Orosei         | ۱۵ سپتامبر ۱۹۹۳ |
| ۱۹۲۲۵ | 1993 RX5       | ۱۵ سپتامبر ۱۹۹۳ |
| ۱۹۲۲۶ | Peiresc        | ۱۵ سپتامبر ۱۹۹۳ |
| ۱۹۲۲۷ | 1993 RH16      | ۱۵ سپتامبر ۱۹۹۳ |
| ۱۹۲۲۸ | 1993 SN1       | ۱۶ سپتامبر ۱۹۹۳ |
| ۱۹۲۲۹ | 1993 SD5       | ۱۹ سپتامبر ۱۹۹۳ |
| ۱۹۲۲۹ | 1993 TU        | ۱۱ اکتبر ۱۹۹۳   |
| ۱۹۲۳۱ | 1993 TL5       | ۹ اکتبر ۱۹۹۳    |
| ۱۹۲۳۲ | 1993 TJ15      | ۹ اکتبر ۱۹۹۳    |
| ۱۹۲۳۳ | 1993 UD7       | ۲۰ اکتبر ۱۹۹۳   |
| ۱۹۲۳۴ | Victoriahibbs  | ۹ نوامبر ۱۹۹۳   |
| ۱۹۲۳۴ | Victoriahibbs  | VS۴             |
| ۱۹۲۳۴ | 1993 XV        | ۱۱ دسامبر ۱۹۹۳  |
| ۱۹۲۳۴ | 1994 AP        | ۴ ژانویه ۱۹۹۴   |
| ۱۹۲۳۸ | 1994 AV1       | ۹ ژانویه ۱۹۹۴   |
| ۱۹۲۳۹ | 1994 AM2       | ۷ ژانویه ۱۹۹۴   |
| ۱۹۲۴۰ | 1994 AZ10      | ۸ ژانویه ۱۹۹۴   |
| ۱۹۲۴۱ | 1994 BH4       | ۱۶ ژانویه ۱۹۹۴  |
| ۱۹۲۴۲ | 1994 CB1       | ۳ فوریه ۱۹۹۴    |
| ۱۹۲۴۳ | Bunting        | ۱۰ فوریه ۱۹۹۴   |
| ۱۹۲۴۴ | 1994 CX12      | ۷ فوریه ۱۹۹۴    |
| ۱۹۲۴۵ | 1994 EL2       | ۸ مارس ۱۹۹۴     |
| ۱۹۲۴۶ | 1994 EL7       | ۱۴ مارس ۱۹۹۴    |
| ۱۹۲۴۷ | 1994 LO1       | ۲ ژوئن ۱۹۹۴     |
| ۱۹۲۴۷ | 1994 PT        | ۱۴ اوت ۱۹۹۴     |
| ۱۹۲۴۹ | 1994 PO25      | ۱۲ اوت ۱۹۹۴     |
| ۱۹۲۵۰ | 1994 PF26      | ۱۲ اوت ۱۹۹۴     |
| ۱۹۲۵۱ | Totziens       | ۳ سپتامبر ۱۹۹۴  |
| ۱۹۲۵۲ | 1994 RG7       | ۱۲ سپتامبر ۱۹۹۴ |
| ۱۹۲۵۳ | 1994 RN28      | ۵ سپتامبر ۱۹۹۴  |
| ۱۹۲۵۴ | 1994 VD7       | ۱۱ نوامبر ۱۹۹۴  |
| ۱۹۲۵۵ | 1994 VK8       | ۸ نوامبر ۱۹۹۴   |
| ۱۹۲۵۶ | 1994 WA4       | ۲۸ نوامبر ۱۹۹۴  |
| ۱۹۲۵۷ | 1995 DS5       | ۲۲ فوریه ۱۹۹۵   |
| ۱۹۲۵۸ | Gongyi         | ۲۴ مارس ۱۹۹۵    |
| ۱۹۲۵۸ | 1995 GB        | ۱ آوریل ۱۹۹۵    |
| ۱۹۲۵۸ | 1995 GT        | ۴ آوریل ۱۹۹۵    |
| ۱۹۲۵۸ | 1995 MB        | ۲۱ ژوئن ۱۹۹۵    |
| ۱۹۲۶۲ | 1995 OB1       | ۲۹ ژوئیه ۱۹۹۵   |
| ۱۹۲۶۳ | Lavater        | ۲۱ ژوئیه ۱۹۹۵   |
| ۱۹۲۶۴ | 1995 SE10      | ۱۷ سپتامبر ۱۹۹۵ |
| ۱۹۲۶۵ | 1995 SD24      | ۱۹ سپتامبر ۱۹۹۵ |
| ۱۹۲۶۶ | 1995 TF1       | ۱۴ اکتبر ۱۹۹۵   |
| ۱۹۲۶۷ | 1995 TB8       | ۱۵ اکتبر ۱۹۹۵   |
| ۱۹۲۶۸ | Morstadt       | ۲۱ اکتبر ۱۹۹۵   |
| ۱۹۲۶۹ | 1995 UQ11      | ۱۷ اکتبر ۱۹۹۵   |
| ۱۹۲۷۰ | 1995 VS8       | ۱۴ نوامبر ۱۹۹۵  |
| ۱۹۲۷۱ | 1995 VG13      | ۱۵ نوامبر ۱۹۹۵  |
| ۱۹۲۷۲ | 1995 WO15      | ۱۷ نوامبر ۱۹۹۵  |
| ۱۹۲۷۲ | 1995 XJ        | ۱۰ دسامبر ۱۹۹۵  |
| ۱۹۲۷۴ | 1995 XA1       | ۱۵ دسامبر ۱۹۹۵  |
| ۱۹۲۷۵ | 1995 XF1       | ۱۵ دسامبر ۱۹۹۵  |
| ۱۹۲۷۶ | 1995 XS4       | ۱۴ دسامبر ۱۹۹۵  |
| ۱۹۲۷۶ | 1995 YD        | ۱۷ دسامبر ۱۹۹۵  |
| ۱۹۲۷۶ | 1995 YN        | ۱۹ دسامبر ۱۹۹۵  |
| ۱۹۲۷۹ | 1995 YC4       | ۲۸ دسامبر ۱۹۹۵  |
| ۱۹۲۷۹ | 1996 AV        | ۱۱ ژانویه ۱۹۹۶  |
| ۱۹۲۸۱ | 1996 AP3       | ۱۴ ژانویه ۱۹۹۶  |
| ۱۹۲۸۲ | 1996 AM15      | ۱۴ ژانویه ۱۹۹۶  |
| ۱۹۲۸۳ | 1996 BJ2       | ۲۶ ژانویه ۱۹۹۶  |
| ۱۹۲۸۴ | 1996 BU3       | ۲۷ ژانویه ۱۹۹۶  |
| ۱۹۲۸۵ | 1996 CM9       | ۱۲ فوریه ۱۹۹۶   |
| ۱۹۲۸۵ | 1996 DU        | ۱۹ فوریه ۱۹۹۶   |
| ۱۹۲۸۷ | Paronelli      | ۲۲ فوریه ۱۹۹۶   |
| ۱۹۲۸۸ | 1996 FJ5       | ۲۰ مارس ۱۹۹۶    |
| ۱۹۲۸۹ | 1996 HY12      | ۱۷ آوریل ۱۹۹۶   |
| ۱۹۲۹۰ | Schroeder      | ۱۵ مه ۱۹۹۶      |
| ۱۹۲۹۱ | Karelzeman     | ۶ ژوئن ۱۹۹۶     |
| ۱۹۲۹۲ | 1996 NG5       | ۱۴ ژوئیه ۱۹۹۶   |
| ۱۹۲۹۳ | Dedekind       | ۱۸ ژوئیه ۱۹۹۶   |
| ۱۹۲۹۴ | Weymouth       | ۶ اوت ۱۹۹۶      |
| ۱۹۲۹۵ | 1996 RC1       | ۱۰ سپتامبر ۱۹۹۶ |
| ۱۹۲۹۶ | 1996 RO4       | ۱۳ سپتامبر ۱۹۹۶ |
| ۱۹۲۹۷ | 1996 RS24      | ۸ سپتامبر ۱۹۹۶  |
| ۱۹۲۹۸ | Zhongkeda      | ۲۰ سپتامبر ۱۹۹۶ |
| ۱۹۲۹۹ | 1996 SZ4       | ۱۶ سپتامبر ۱۹۹۶ |
| ۱۹۳۰۰ | 1996 SH6       | ۱۸ سپتامبر ۱۹۹۶ |
| ۱۹۳۰۱ | 1996 SF8       | ۲۱ سپتامبر ۱۹۹۶ |
| ۱۹۳۰۱ | 1996 TD        | ۱ اکتبر ۱۹۹۶    |
| ۱۹۳۰۳ | 1996 TP1       | ۵ اکتبر ۱۹۹۶    |
| ۱۹۳۰۴ | 1996 TQ1       | ۵ اکتبر ۱۹۹۶    |
| ۱۹۳۰۵ | 1996 TH10      | ۹ اکتبر ۱۹۹۶    |
| ۱۹۳۰۶ | 1996 TN12      | ۱۲ اکتبر ۱۹۹۶   |
| ۱۹۳۰۷ | 1996 TG13      | ۱۴ اکتبر ۱۹۹۶   |
| ۱۹۳۰۸ | 1996 TO66      | ۱۲ اکتبر ۱۹۹۶   |
| ۱۹۳۰۹ | 1996 UK1       | ۲۰ اکتبر ۱۹۹۶   |
| ۱۹۳۱۰ | Osawa          | ۴ نوامبر ۱۹۹۶   |
| ۱۹۳۱۱ | 1996 VF3       | ۱۲ نوامبر ۱۹۹۶  |
| ۱۹۳۱۲ | 1996 VR7       | ۱۵ نوامبر ۱۹۹۶  |
| ۱۹۳۱۳ | 1996 VF8       | ۶ نوامبر ۱۹۹۶   |
| ۱۹۳۱۴ | 1996 VT8       | ۷ نوامبر ۱۹۹۶   |
| ۱۹۳۱۵ | 1996 VY8       | ۷ نوامبر ۱۹۹۶   |
| ۱۹۳۱۵ | 1996 WB        | ۱۶ نوامبر ۱۹۹۶  |
| ۱۹۳۱۷ | 1996 WS1       | ۳۰ نوامبر ۱۹۹۶  |
| ۱۹۳۱۸ | Somanah        | ۲ دسامبر ۱۹۹۶   |
| ۱۹۳۱۹ | 1996 XX2       | ۳ دسامبر ۱۹۹۶   |
| ۱۹۳۲۰ | 1996 XB6       | ۷ دسامبر ۱۹۹۶   |
| ۱۹۳۲۱ | 1996 XY7       | ۱ دسامبر ۱۹۹۶   |
| ۱۹۳۲۲ | 1996 XQ11      | ۴ دسامبر ۱۹۹۶   |
| ۱۹۳۲۳ | 1996 XM13      | ۹ دسامبر ۱۹۹۶   |
| ۱۹۳۲۴ | 1996 XA18      | ۷ دسامبر ۱۹۹۶   |
| ۱۹۳۲۵ | 1996 XC18      | ۷ دسامبر ۱۹۹۶   |
| ۱۹۳۲۶ | 1996 XD19      | ۸ دسامبر ۱۹۹۶   |
| ۱۹۳۲۷ | 1996 XH19      | ۸ دسامبر ۱۹۹۶   |
| ۱۹۳۲۸ | 1996 XY28      | ۱۲ دسامبر ۱۹۹۶  |
| ۱۹۳۲۹ | 1996 XZ30      | ۱۴ دسامبر ۱۹۹۶  |
| ۱۹۳۳۰ | 1996 XJ31      | ۱۴ دسامبر ۱۹۹۶  |
| ۱۹۳۳۱ | 1996 XL33      | ۴ دسامبر ۱۹۹۶   |
| ۱۹۳۳۲ | 1996 YQ1       | ۱۸ دسامبر ۱۹۹۶  |
| ۱۹۳۳۳ | 1996 YT1       | ۱۹ دسامبر ۱۹۹۶  |
| ۱۹۳۳۴ | 1996 YV1       | ۱۹ دسامبر ۱۹۹۶  |
| ۱۹۳۳۵ | 1996 YL2       | ۲۸ دسامبر ۱۹۹۶  |
| ۱۹۳۳۵ | 1997 AF        | ۲ ژانویه ۱۹۹۷   |
| ۱۹۳۳۵ | 1997 AT        | ۲ ژانویه ۱۹۹۷   |
| ۱۹۳۳۸ | 1997 AB2       | ۳ ژانویه ۱۹۹۷   |
| ۱۹۳۳۹ | 1997 AF4       | ۶ ژانویه ۱۹۹۷   |
| ۱۹۳۴۰ | 1997 AV4       | ۶ ژانویه ۱۹۹۷   |
| ۱۹۳۴۱ | 1997 AQ5       | ۷ ژانویه ۱۹۹۷   |
| ۱۹۳۴۲ | 1997 AA7       | ۹ ژانویه ۱۹۹۷   |
| ۱۹۳۴۳ | 1997 AR7       | ۵ ژانویه ۱۹۹۷   |
| ۱۹۳۴۴ | 1997 AD14      | ۲ ژانویه ۱۹۹۷   |
| ۱۹۳۴۵ | 1997 BV2       | ۳۰ ژانویه ۱۹۹۷  |
| ۱۹۳۴۶ | 1997 CG1       | ۱ فوریه ۱۹۹۷    |
| ۱۹۳۴۷ | 1997 CH9       | ۱ فوریه ۱۹۹۷    |
| ۱۹۳۴۸ | Cueca          | ۳ فوریه ۱۹۹۷    |
| ۱۹۳۴۹ | Denjoy         | ۱۳ فوریه ۱۹۹۷   |
| ۱۹۳۵۰ | 1997 CU28      | ۶ فوریه ۱۹۹۷    |
| ۱۹۳۵۰ | 1997 EK        | ۱ مارس ۱۹۹۷     |
| ۱۹۳۵۰ | 1997 EL        | ۱ مارس ۱۹۹۷     |
| ۱۹۳۵۳ | Pierrethierry  | ۱۰ مارس ۱۹۹۷    |
| ۱۹۳۵۴ | 1997 FS2       | ۳۱ مارس ۱۹۹۷    |
| ۱۹۳۵۵ | 1997 FU2       | ۳۱ مارس ۱۹۹۷    |
| ۱۹۳۵۶ | 1997 GH3       | ۶ آوریل ۱۹۹۷    |
| ۱۹۳۵۷ | 1997 GZ7       | ۲ آوریل ۱۹۹۷    |
| ۱۹۳۵۸ | 1997 GO23      | ۶ آوریل ۱۹۹۷    |
| ۱۹۳۵۹ | 1997 GB35      | ۳ آوریل ۱۹۹۷    |
| ۱۹۳۶۰ | 1997 JS12      | ۳ مه ۱۹۹۷       |
| ۱۹۳۶۱ | 1997 KH4       | ۳۱ مه ۱۹۹۷      |
| ۱۹۳۶۲ | 1997 MX3       | ۲۸ ژوئن ۱۹۹۷    |
| ۱۹۳۶۳ | 1997 OL2       | ۳۱ ژوئیه ۱۹۹۷   |
| ۱۹۳۶۴ | Semafor        | ۲۱ سپتامبر ۱۹۹۷ |
| ۱۹۳۶۵ | 1997 VL5       | ۸ نوامبر ۱۹۹۷   |
| ۱۹۳۶۶ | Sudingqiang    | ۶ نوامبر ۱۹۹۷   |
| ۱۹۳۶۶ | Sudingqiang    | XW۳             |
| ۱۹۳۶۸ | 1997 XZ4       | ۶ دسامبر ۱۹۹۷   |
| ۱۹۳۶۸ | 1997 YO        | ۲۰ دسامبر ۱۹۹۷  |
| ۱۹۳۷۰ | 1997 YY8       | ۲۵ دسامبر ۱۹۹۷  |
| ۱۹۳۷۱ | 1997 YP11      | ۲۷ دسامبر ۱۹۹۷  |
| ۱۹۳۷۲ | 1997 YP13      | ۳۱ دسامبر ۱۹۹۷  |
| ۱۹۳۷۳ | 1997 YC14      | ۳۱ دسامبر ۱۹۹۷  |
| ۱۹۳۷۴ | 1997 YG17      | ۲۷ دسامبر ۱۹۹۷  |
| ۱۹۳۷۵ | 1998 AB5       | ۶ ژانویه ۱۹۹۸   |
| ۱۹۳۷۶ | 1998 BE1       | ۱۹ ژانویه ۱۹۹۸  |
| ۱۹۳۷۷ | 1998 BE4       | ۲۱ ژانویه ۱۹۹۸  |
| ۱۹۳۷۸ | 1998 BB7       | ۲۴ ژانویه ۱۹۹۸  |
| ۱۹۳۷۹ | Labrecque      | ۲۴ ژانویه ۱۹۹۸  |
| ۱۹۳۸۰ | 1998 BB11      | ۲۳ ژانویه ۱۹۹۸  |
| ۱۹۳۸۱ | 1998 BB15      | ۲۴ ژانویه ۱۹۹۸  |
| ۱۹۳۸۲ | 1998 BH25      | ۲۸ ژانویه ۱۹۹۸  |
| ۱۹۳۸۲ | 1998           | BZ۳۲            |
| ۱۹۳۸۴ | Winton         | ۶ فوریه ۱۹۹۸    |
| ۱۹۳۸۵ | 1998 CE4       | ۱۳ فوریه ۱۹۹۸   |
| ۱۹۳۸۶ | Axelcronstedt  | ۶ فوریه ۱۹۹۸    |
| ۱۹۳۸۷ | 1998 DA2       | ۱۸ فوریه ۱۹۹۸   |
| ۱۹۳۸۸ | 1998 DQ3       | ۲۲ فوریه ۱۹۹۸   |
| ۱۹۳۸۹ | 1998 DD14      | ۲۷ فوریه ۱۹۹۸   |
| ۱۹۳۹۰ | 1998 DK14      | ۲۴ فوریه ۱۹۹۸   |
| ۱۹۳۹۱ | 1998 DR15      | ۲۲ فوریه ۱۹۹۸   |
| ۱۹۳۹۲ | 1998 DW31      | ۲۲ فوریه ۱۹۹۸   |
| ۱۹۳۹۳ | 1998 DT33      | ۲۷ فوریه ۱۹۹۸   |
| ۱۹۳۹۴ | 1998 DA34      | ۲۷ فوریه ۱۹۹۸   |
| ۱۹۳۹۵ | Barrera        | ۲ مارس ۱۹۹۸     |
| ۱۹۳۹۶ | 1998 EV1       | ۲ مارس ۱۹۹۸     |
| ۱۹۳۹۷ | Lagarini       | ۳ مارس ۱۹۹۸     |
| ۱۹۳۹۸ | Creedence      | ۲ مارس ۱۹۹۸     |
| ۱۹۳۹۹ | 1998 EP10      | ۱ مارس ۱۹۹۸     |
| ۱۹۴۰۰ | Emileclaus     | ۱ مارس ۱۹۹۸     |
| ۱۹۴۰۱ | 1998 ES11      | ۱ مارس ۱۹۹۸     |
| ۱۹۴۰۲ | 1998 EG14      | ۱ مارس ۱۹۹۸     |
| ۱۹۴۰۳ | 1998 FA1       | ۱۸ مارس ۱۹۹۸    |
| ۱۹۴۰۴ | 1998 FO5       | ۲۴ مارس ۱۹۹۸    |
| ۱۹۴۰۵ | 1998 FT8       | ۲۱ مارس ۱۹۹۸    |
| ۱۹۴۰۶ | 1998 FM10      | ۲۴ مارس ۱۹۹۸    |
| ۱۹۴۰۶ | 1998           | FG۱۱            |
| ۱۹۴۰۸ | 1998 FM11      | ۲۲ مارس ۱۹۹۸    |
| ۱۹۴۰۹ | 1998 FA12      | ۲۴ مارس ۱۹۹۸    |
| ۱۹۴۱۰ | Guisard        | ۲۶ مارس ۱۹۹۸    |
| ۱۹۴۱۱ | Collinarnold   | ۲۰ مارس ۱۹۹۸    |
| ۱۹۴۱۲ | 1998 FC24      | ۲۰ مارس ۱۹۹۸    |
| ۱۹۴۱۳ | Grantlewis     | ۲۰ مارس ۱۹۹۸    |
| ۱۹۴۱۴ | 1998 FP32      | ۲۰ مارس ۱۹۹۸    |
| ۱۹۴۱۵ | Parvamenon     | ۲۰ مارس ۱۹۹۸    |
| ۱۹۴۱۶ | Benglass       | ۲۰ مارس ۱۹۹۸    |
| ۱۹۴۱۷ | Madelynho      | ۲۰ مارس ۱۹۹۸    |
| ۱۹۴۱۸ | 1998 FL49      | ۲۰ مارس ۱۹۹۸    |
| ۱۹۴۱۹ | Pinkham        | ۲۰ مارس ۱۹۹۸    |
| ۱۹۴۲۰ | Vivekbuch      | ۲۰ مارس ۱۹۹۸    |
| ۱۹۴۲۱ | Zachulett      | ۲۰ مارس ۱۹۹۸    |
| ۱۹۴۲۲ | 1998 FV56      | ۲۰ مارس ۱۹۹۸    |
| ۱۹۴۲۳ | Hefter         | ۲۰ مارس ۱۹۹۸    |
| ۱۹۴۲۴ | Andrewsong     | ۲۰ مارس ۱۹۹۸    |
| ۱۹۴۲۵ | Nicholasrapp   | ۲۰ مارس ۱۹۹۸    |
| ۱۹۴۲۶ | Leal           | ۲۰ مارس ۱۹۹۸    |
| ۱۹۴۲۷ | 1998 FJ66      | ۲۰ مارس ۱۹۹۸    |
| ۱۹۴۲۸ | Gracehsu       | ۲۰ مارس ۱۹۹۸    |
| ۱۹۴۲۹ | Grubaugh       | ۲۰ مارس ۱۹۹۸    |
| ۱۹۴۳۰ | Kristinaufer   | ۲۰ مارس ۱۹۹۸    |
| ۱۹۴۳۱ | 1998 FS70      | ۲۰ مارس ۱۹۹۸    |
| ۱۹۴۳۲ | 1998 FL71      | ۲۰ مارس ۱۹۹۸    |
| ۱۹۴۳۳ | Naftz          | ۲۰ مارس ۱۹۹۸    |
| ۱۹۴۳۴ | Bahuffman      | ۲۴ مارس ۱۹۹۸    |
| ۱۹۴۳۵ | 1998 FN75      | ۲۴ مارس ۱۹۹۸    |
| ۱۹۴۳۶ | Marycole       | ۲۴ مارس ۱۹۹۸    |
| ۱۹۴۳۷ | Jennyblank     | ۲۴ مارس ۱۹۹۸    |
| ۱۹۴۳۸ | Khaki          | ۲۴ مارس ۱۹۹۸    |
| ۱۹۴۳۹ | Allisontjong   | ۲۴ مارس ۱۹۹۸    |
| ۱۹۴۴۰ | Sumatijain     | ۳۱ مارس ۱۹۹۸    |
| ۱۹۴۴۱ | Trucpham       | ۳۱ مارس ۱۹۹۸    |
| ۱۹۴۴۲ | Brianrice      | ۳۱ مارس ۱۹۹۸    |
| ۱۹۴۴۳ | Yanzhong       | ۳۱ مارس ۱۹۹۸    |
| ۱۹۴۴۴ | Addicott       | ۳۱ مارس ۱۹۹۸    |
| ۱۹۴۴۵ | 1998 FE112     | ۳۱ مارس ۱۹۹۸    |
| ۱۹۴۴۶ | Muroski        | ۳۱ مارس ۱۹۹۸    |
| ۱۹۴۴۷ | Jessicapearl   | ۳۱ مارس ۱۹۹۸    |
| ۱۹۴۴۸ | Jenniferling   | ۲۰ مارس ۱۹۹۸    |
| ۱۹۴۴۹ | 1998 FE125     | ۲۴ مارس ۱۹۹۸    |
| ۱۹۴۵۰ | Sussman        | ۲۴ مارس ۱۹۹۸    |
| ۱۹۴۵۱ | 1998 FP125     | ۳۱ مارس ۱۹۹۸    |
| ۱۹۴۵۲ | Keeney         | ۳۱ مارس ۱۹۹۸    |
| ۱۹۴۵۳ | Murdochorne    | ۲۸ مارس ۱۹۹۸    |
| ۱۹۴۵۴ | Henrymarr      | ۲۵ مارس ۱۹۹۸    |
| ۱۹۴۵۵ | 1998 FJ145     | ۲۴ مارس ۱۹۹۸    |
| ۱۹۴۵۶ | Pimdouglas     | ۲۱ آوریل ۱۹۹۸   |
| ۱۹۴۵۷ | Robcastillo    | ۲۱ آوریل ۱۹۹۸   |
| ۱۹۴۵۸ | Legault        | ۲۱ آوریل ۱۹۹۸   |
| ۱۹۴۵۹ | 1998 HM11      | ۱۸ آوریل ۱۹۹۸   |
| ۱۹۴۶۰ | 1998 HW13      | ۱۸ آوریل ۱۹۹۸   |
| ۱۹۴۶۱ | Feingold       | ۱۸ آوریل ۱۹۹۸   |
| ۱۹۴۶۲ | Ulissedini     | ۲۷ آوریل ۱۹۹۸   |
| ۱۹۴۶۳ | Emilystoll     | ۲۰ آوریل ۱۹۹۸   |
| ۱۹۴۶۴ | Ciarabarr      | ۲۰ آوریل ۱۹۹۸   |
| ۱۹۴۶۵ | Amandarusso    | ۲۰ آوریل ۱۹۹۸   |
| ۱۹۴۶۶ | Darcydiegel    | ۲۰ آوریل ۱۹۹۸   |
| ۱۹۴۶۷ | Amandanagy     | ۲۰ آوریل ۱۹۹۸   |
| ۱۹۴۶۸ | 1998 HO45      | ۲۰ آوریل ۱۹۹۸   |
| ۱۹۴۶۹ | 1998 HV45      | ۲۰ آوریل ۱۹۹۸   |
| ۱۹۴۷۰ | 1998 HE52      | ۳۰ آوریل ۱۹۹۸   |
| ۱۹۴۷۱ | 1998 HK52      | ۲۵ آوریل ۱۹۹۸   |
| ۱۹۴۷۲ | 1998 HL52      | ۲۷ آوریل ۱۹۹۸   |
| ۱۹۴۷۳ | Marygardner    | ۲۱ آوریل ۱۹۹۸   |
| ۱۹۴۷۴ | 1998 HJ80      | ۲۱ آوریل ۱۹۹۸   |
| ۱۹۴۷۵ | Mispagel       | ۲۱ آوریل ۱۹۹۸   |
| ۱۹۴۷۶ | Denduluri      | ۲۱ آوریل ۱۹۹۸   |
| ۱۹۴۷۷ | Teresajentz    | ۲۱ آوریل ۱۹۹۸   |
| ۱۹۴۷۸ | Jaimeflores    | ۲۱ آوریل ۱۹۹۸   |
| ۱۹۴۷۹ | 1998 HG97      | ۲۱ آوریل ۱۹۹۸   |
| ۱۹۴۸۰ | 1998 HJ100     | ۲۱ آوریل ۱۹۹۸   |
| ۱۹۴۸۱ | 1998 HX101     | ۲۵ آوریل ۱۹۹۸   |
| ۱۹۴۸۲ | 1998 HL102     | ۲۵ آوریل ۱۹۹۸   |
| ۱۹۴۸۳ | 1998 HA116     | ۲۳ آوریل ۱۹۹۸   |
| ۱۹۴۸۴ | Vanessaspini   | ۲۳ آوریل ۱۹۹۸   |
| ۱۹۴۸۵ | 1998 HC122     | ۲۳ آوریل ۱۹۹۸   |
| ۱۹۴۸۶ | 1998 HW122     | ۲۳ آوریل ۱۹۹۸   |
| ۱۹۴۸۷ | Rosscoleman    | ۲۳ آوریل ۱۹۹۸   |
| ۱۹۴۸۸ | Abramcoley     | ۲۳ آوریل ۱۹۹۸   |
| ۱۹۴۸۹ | 1998 HL149     | ۲۵ آوریل ۱۹۹۸   |
| ۱۹۴۹۰ | 1998 HC150     | ۱۹ آوریل ۱۹۹۸   |
| ۱۹۴۹۱ | 1998 HG153     | ۲۴ آوریل ۱۹۹۸   |
| ۱۹۴۹۱ | 1998 JT        | ۱ مه ۱۹۹۸       |
| ۱۹۴۹۳ | 1998 JY1       | ۱ مه ۱۹۹۸       |
| ۱۹۴۹۴ | 1998 KJ8       | ۲۳ مه ۱۹۹۸      |
| ۱۹۴۹۵ | 1998 KZ8       | ۲۳ مه ۱۹۹۸      |
| ۱۹۴۹۶ | Josephbarone   | ۲۲ مه ۱۹۹۸      |
| ۱۹۴۹۷ | Pineda         | ۲۲ مه ۱۹۹۸      |
| ۱۹۴۹۸ | 1998 KG38      | ۲۲ مه ۱۹۹۸      |
| ۱۹۴۹۹ | 1998 KR42      | ۲۷ مه ۱۹۹۸      |
| ۱۹۵۰۰ | Hillaryfultz   | ۲۳ مه ۱۹۹۸      |
| ۱۹۵۰۱ | 1998 KC50      | ۲۳ مه ۱۹۹۸      |
| ۱۹۵۰۲ | 1998 KB51      | ۲۳ مه ۱۹۹۸      |
| ۱۹۵۰۳ | 1998 KE65      | ۲۲ مه ۱۹۹۸      |
| ۱۹۵۰۴ | Vladalekseev   | ۱ ژوئن ۱۹۹۸     |
| ۱۹۵۰۴ | 1998 MC        | ۱۶ ژوئن ۱۹۹۸    |
| ۱۹۵۰۶ | 1998 MN4       | ۱۸ ژوئن ۱۹۹۸    |
| ۱۹۵۰۷ | 1998 MZ13      | ۱۹ ژوئن ۱۹۹۸    |
| ۱۹۵۰۸ | 1998 MC17      | ۲۷ ژوئن ۱۹۹۸    |
| ۱۹۵۰۹ | 1998 MG38      | ۲۹ ژوئن ۱۹۹۸    |
| ۱۹۵۱۰ | 1998 MV42      | ۲۶ ژوئن ۱۹۹۸    |
| ۱۹۵۱۱ | 1998 MC45      | ۱۹ ژوئن ۱۹۹۸    |
| ۱۹۵۱۲ | 1998 QU2       | ۱۷ اوت ۱۹۹۸     |
| ۱۹۵۱۳ | 1998 QN7       | ۱۷ اوت ۱۹۹۸     |
| ۱۹۵۱۴ | 1998 QB75      | ۲۴ اوت ۱۹۹۸     |
| ۱۹۵۱۵ | 1998 QM76      | ۲۴ اوت ۱۹۹۸     |
| ۱۹۵۱۶ | 1998 QF80      | ۲۴ اوت ۱۹۹۸     |
| ۱۹۵۱۷ | Robertocarlos  | ۱۸ سپتامبر ۱۹۹۸ |
| ۱۹۵۱۸ | Moulding       | ۱۰ نوامبر ۱۹۹۸  |
| ۱۹۵۱۹ | 1998 WB8       | ۱۸ نوامبر ۱۹۹۸  |
| ۱۹۵۲۰ | 1998 WC24      | ۲۵ نوامبر ۱۹۹۸  |
| ۱۹۵۲۱ | Chaos          | ۱۹ نوامبر ۱۹۹۸  |
| ۱۹۵۲۲ | 1998 XQ83      | ۱۵ دسامبر ۱۹۹۸  |
| ۱۹۵۲۳ | Paolofrisi     | ۱۸ دسامبر ۱۹۹۸  |
| ۱۹۵۲۴ | Acaciacoleman  | ۲۳ دسامبر ۱۹۹۸  |
| ۱۹۵۲۴ | 1999 CO        | ۵ فوریه ۱۹۹۹    |
| ۱۹۵۲۶ | 1999 FS7       | ۲۰ مارس ۱۹۹۹    |
| ۱۹۵۲۷ | 1999 FN30      | ۱۹ مارس ۱۹۹۹    |
| ۱۹۵۲۸ | Delloro        | ۴ آوریل ۱۹۹۹    |
| ۱۹۵۲۹ | 1999 GQ15      | ۱۵ آوریل ۱۹۹۹   |
| ۱۹۵۳۰ | 1999 GQ23      | ۶ آوریل ۱۹۹۹    |
| ۱۹۵۳۱ | Charton        | ۷ آوریل ۱۹۹۹    |
| ۱۹۵۳۲ | 1999 GB34      | ۶ آوریل ۱۹۹۹    |
| ۱۹۵۳۳ | Garrison       | ۷ آوریل ۱۹۹۹    |
| ۱۹۵۳۴ | 1999 GL47      | ۶ آوریل ۱۹۹۹    |
| ۱۹۵۳۵ | Rowanatkinson  | ۲۴ آوریل ۱۹۹۹   |
| ۱۹۵۳۶ | 1999 JM4       | ۱۰ مه ۱۹۹۹      |
| ۱۹۵۳۷ | 1999 JL8       | ۱۲ مه ۱۹۹۹      |
| ۱۹۵۳۸ | 1999 JD12      | ۱۳ مه ۱۹۹۹      |
| ۱۹۵۳۹ | Anaverdu       | ۱۴ مه ۱۹۹۹      |
| ۱۹۵۴۰ | 1999 JF23      | ۱۰ مه ۱۹۹۹      |
| ۱۹۵۴۱ | 1999 JA27      | ۱۰ مه ۱۹۹۹      |
| ۱۹۵۴۲ | Lindperkins    | ۱۰ مه ۱۹۹۹      |
| ۱۹۵۴۳ | Burgoyne       | ۱۰ مه ۱۹۹۹      |
| ۱۹۵۴۴ | Avramkottke    | ۱۰ مه ۱۹۹۹      |
| ۱۹۵۴۵ | 1999 JY33      | ۱۰ مه ۱۹۹۹      |
| ۱۹۵۴۶ | 1999 JN34      | ۱۰ مه ۱۹۹۹      |
| ۱۹۵۴۷ | Collier        | ۱۰ مه ۱۹۹۹      |
| ۱۹۵۴۸ | 1999 JJ58      | ۱۰ مه ۱۹۹۹      |
| ۱۹۵۴۹ | 1999 JS58      | ۱۰ مه ۱۹۹۹      |
| ۱۹۵۵۰ | Samabates      | ۱۰ مه ۱۹۹۹      |
| ۱۹۵۵۱ | Peterborden    | ۱۰ مه ۱۹۹۹      |
| ۱۹۵۵۲ | 1999 JJ68      | ۱۲ مه ۱۹۹۹      |
| ۱۹۵۵۳ | 1999 JF71      | ۱۲ مه ۱۹۹۹      |
| ۱۹۵۵۴ | 1999 JU74      | ۱۲ مه ۱۹۹۹      |
| ۱۹۵۵۵ | 1999 JO77      | ۱۲ مه ۱۹۹۹      |
| ۱۹۵۵۶ | 1999 JV77      | ۱۲ مه ۱۹۹۹      |
| ۱۹۵۵۷ | 1999 JC79      | ۱۳ مه ۱۹۹۹      |
| ۱۹۵۵۸ | 1999 JK80      | ۱۲ مه ۱۹۹۹      |
| ۱۹۵۵۹ | 1999 JY80      | ۱۲ مه ۱۹۹۹      |
| ۱۹۵۶۰ | 1999 JH81      | ۱۴ مه ۱۹۹۹      |
| ۱۹۵۶۱ | 1999 JK81      | ۱۴ مه ۱۹۹۹      |
| ۱۹۵۶۲ | 1999 JM81      | ۱۴ مه ۱۹۹۹      |
| ۱۹۵۶۳ | Brzezinska     | ۱۴ مه ۱۹۹۹      |
| ۱۹۵۶۴ | Ajburnetti     | ۱۳ مه ۱۹۹۹      |
| ۱۹۵۶۵ | 1999 KF4       | ۲۰ مه ۱۹۹۹      |
| ۱۹۵۶۶ | 1999 KO6       | ۲۳ مه ۱۹۹۹      |
| ۱۹۵۶۷ | 1999 KS7       | ۲۰ مه ۱۹۹۹      |
| ۱۹۵۶۸ | Rachelmarie    | ۱۸ مه ۱۹۹۹      |
| ۱۹۵۶۹ | 1999 KM15      | ۲۰ مه ۱۹۹۹      |
| ۱۹۵۷۰ | Jessedouglas   | ۱۳ ژوئن ۱۹۹۹    |
| ۱۹۵۷۱ | 1999 LA7       | ۸ ژوئن ۱۹۹۹     |
| ۱۹۵۷۲ | Leahmarie      | ۸ ژوئن ۱۹۹۹     |
| ۱۹۵۷۳ | Cummings       | ۹ ژوئن ۱۹۹۹     |
| ۱۹۵۷۴ | Davidedwards   | ۹ ژوئن ۱۹۹۹     |
| ۱۹۵۷۵ | Feeny          | ۹ ژوئن ۱۹۹۹     |
| ۱۹۵۷۶ | 1999 LP22      | ۹ ژوئن ۱۹۹۹     |
| ۱۹۵۷۷ | Bobbyfisher    | ۹ ژوئن ۱۹۹۹     |
| ۱۹۵۷۸ | Kirkdouglas    | ۲۰ ژوئن ۱۹۹۹    |
| ۱۹۵۷۹ | 1999 MB1       | ۲۳ ژوئن ۱۹۹۹    |
| ۱۹۵۷۹ | 1999 ND        | ۴ ژوئیه ۱۹۹۹    |
| ۱۹۵۸۱ | 1999 NC3       | ۱۳ ژوئیه ۱۹۹۹   |
| ۱۹۵۸۲ | Blow           | ۱۳ ژوئیه ۱۹۹۹   |
| ۱۹۵۸۳ | 1999 NT4       | ۱۲ ژوئیه ۱۹۹۹   |
| ۱۹۵۸۴ | Sarahgerin     | ۱۳ ژوئیه ۱۹۹۹   |
| ۱۹۵۸۵ | Zachopkins     | ۱۳ ژوئیه ۱۹۹۹   |
| ۱۹۵۸۶ | 1999 NA10      | ۱۳ ژوئیه ۱۹۹۹   |
| ۱۹۵۸۷ | Keremane       | ۱۳ ژوئیه ۱۹۹۹   |
| ۱۹۵۸۸ | 1999 NL11      | ۱۳ ژوئیه ۱۹۹۹   |
| ۱۹۵۸۹ | Kirkland       | ۱۴ ژوئیه ۱۹۹۹   |
| ۱۹۵۹۰ | 1999 NG18      | ۱۴ ژوئیه ۱۹۹۹   |
| ۱۹۵۹۱ | Michaelklein   | ۱۴ ژوئیه ۱۹۹۹   |
| ۱۹۵۹۲ | 1999 NZ22      | ۱۴ ژوئیه ۱۹۹۹   |
| ۱۹۵۹۳ | Justinkoh      | ۱۴ ژوئیه ۱۹۹۹   |
| ۱۹۵۹۴ | 1999 NL31      | ۱۴ ژوئیه ۱۹۹۹   |
| ۱۹۵۹۵ | Lafer-Sousa    | ۱۴ ژوئیه ۱۹۹۹   |
| ۱۹۵۹۶ | Spegorlarson   | ۱۴ ژوئیه ۱۹۹۹   |
| ۱۹۵۹۷ | Ryanlee        | ۱۴ ژوئیه ۱۹۹۹   |
| ۱۹۵۹۸ | Luttrell       | ۱۴ ژوئیه ۱۹۹۹   |
| ۱۹۵۹۹ | Brycemelton    | ۱۴ ژوئیه ۱۹۹۹   |
| ۱۹۶۰۰ | 1999 NV41      | ۱۴ ژوئیه ۱۹۹۹   |
| ۱۹۶۰۱ | 1999 ND42      | ۱۴ ژوئیه ۱۹۹۹   |
| ۱۹۶۰۲ | Austinminor    | ۱۴ ژوئیه ۱۹۹۹   |
| ۱۹۶۰۳ | Monier         | ۱۳ ژوئیه ۱۹۹۹   |
| ۱۹۶۰۴ | 1999 NY48      | ۱۳ ژوئیه ۱۹۹۹   |
| ۱۹۶۰۵ | 1999 NU52      | ۱۲ ژوئیه ۱۹۹۹   |
| ۱۹۶۰۶ | 1999 NV54      | ۱۲ ژوئیه ۱۹۹۹   |
| ۱۹۶۰۷ | 1999 NF55      | ۱۲ ژوئیه ۱۹۹۹   |
| ۱۹۶۰۸ | 1999 NC57      | ۱۲ ژوئیه ۱۹۹۹   |
| ۱۹۶۰۹ | 1999 ND57      | ۱۲ ژوئیه ۱۹۹۹   |
| ۱۹۶۱۰ | 1999 NR60      | ۱۳ ژوئیه ۱۹۹۹   |
| ۱۹۶۱۱ | 1999 NP64      | ۱۴ ژوئیه ۱۹۹۹   |
| ۱۹۶۱۲ | Noordung       | ۱۷ ژوئیه ۱۹۹۹   |
| ۱۹۶۱۲ | 1999 OX        | ۱۹ ژوئیه ۱۹۹۹   |
| ۱۹۶۱۴ | Montelongo     | ۱۶ ژوئیه ۱۹۹۹   |
| ۱۹۶۱۵ | 1999 OB3       | ۲۲ ژوئیه ۱۹۹۹   |
| ۱۹۶۱۶ | 1999 OS3       | ۲۴ ژوئیه ۱۹۹۹   |
| ۱۹۶۱۷ | Duhamel        | ۸ اوت ۱۹۹۹      |
| ۱۹۶۱۸ | Masa           | ۱۱ اوت ۱۹۹۹     |
| ۱۹۶۱۹ | Bethbell       | ۱۶ اوت ۱۹۹۹     |
| ۱۹۶۲۰ | Auckland       | ۱۸ اوت ۱۹۹۹     |
| ۱۹۶۲۱ | 1999 RE1       | ۴ سپتامبر ۱۹۹۹  |
| ۱۹۶۲۲ | 1999 RY2       | ۶ سپتامبر ۱۹۹۹  |
| ۱۹۶۲۳ | 1999 RS3       | ۴ سپتامبر ۱۹۹۹  |
| ۱۹۶۲۴ | 1999 RJ10      | ۷ سپتامبر ۱۹۹۹  |
| ۱۹۶۲۵ | Ovaitt         | ۷ سپتامبر ۱۹۹۹  |
| ۱۹۶۲۶ | 1999 RJ16      | ۷ سپتامبر ۱۹۹۹  |
| ۱۹۶۲۷ | 1999 RU16      | ۷ سپتامبر ۱۹۹۹  |
| ۱۹۶۲۸ | 1999 RD22      | ۷ سپتامبر ۱۹۹۹  |
| ۱۹۶۲۹ | Serra          | ۸ سپتامبر ۱۹۹۹  |
| ۱۹۶۳۰ | Janebell       | ۲ سپتامبر ۱۹۹۹  |
| ۱۹۶۳۱ | Greensleeves   | ۱۳ سپتامبر ۱۹۹۹ |
| ۱۹۶۳۲ | 1999 RP39      | ۱۳ سپتامبر ۱۹۹۹ |
| ۱۹۶۳۳ | Rusjan         | ۱۳ سپتامبر ۱۹۹۹ |
| ۱۹۶۳۴ | 1999 RG45      | ۱۴ سپتامبر ۱۹۹۹ |
| ۱۹۶۳۵ | 1999 RC47      | ۷ سپتامبر ۱۹۹۹  |
| ۱۹۶۳۶ | 1999 RD48      | ۷ سپتامبر ۱۹۹۹  |
| ۱۹۶۳۷ | Presbrey       | ۷ سپتامبر ۱۹۹۹  |
| ۱۹۶۳۸ | Johngenereid   | ۷ سپتامبر ۱۹۹۹  |
| ۱۹۶۳۹ | 1999 RO63      | ۷ سپتامبر ۱۹۹۹  |
| ۱۹۶۴۰ | Ethanroth      | ۷ سپتامبر ۱۹۹۹  |
| ۱۹۶۴۱ | 1999 RV91      | ۷ سپتامبر ۱۹۹۹  |
| ۱۹۶۴۲ | 1999 RK94      | ۷ سپتامبر ۱۹۹۹  |
| ۱۹۶۴۳ | Jacobrucker    | ۷ سپتامبر ۱۹۹۹  |
| ۱۹۶۴۴ | 1999 RD102     | ۸ سپتامبر ۱۹۹۹  |
| ۱۹۶۴۵ | 1999 RE102     | ۸ سپتامبر ۱۹۹۹  |
| ۱۹۶۴۶ | 1999 RF102     | ۸ سپتامبر ۱۹۹۹  |
| ۱۹۶۴۷ | 1999 RZ103     | ۸ سپتامبر ۱۹۹۹  |
| ۱۹۶۴۸ | 1999 RK104     | ۸ سپتامبر ۱۹۹۹  |
| ۱۹۶۴۹ | 1999 RQ104     | ۸ سپتامبر ۱۹۹۹  |
| ۱۹۶۵۰ | 1999 RY105     | ۸ سپتامبر ۱۹۹۹  |
| ۱۹۶۵۱ | 1999 RC112     | ۹ سپتامبر ۱۹۹۹  |
| ۱۹۶۵۲ | Saris          | ۹ سپتامبر ۱۹۹۹  |
| ۱۹۶۵۳ | 1999 RD119     | ۹ سپتامبر ۱۹۹۹  |
| ۱۹۶۵۴ | 1999 RW119     | ۹ سپتامبر ۱۹۹۹  |
| ۱۹۶۵۵ | 1999 RC121     | ۹ سپتامبر ۱۹۹۹  |
| ۱۹۶۵۶ | Simpkins       | ۹ سپتامبر ۱۹۹۹  |
| ۱۹۶۵۷ | 1999 RE123     | ۹ سپتامبر ۱۹۹۹  |
| ۱۹۶۵۸ | Sloop          | ۹ سپتامبر ۱۹۹۹  |
| ۱۹۶۵۹ | 1999 RB128     | ۹ سپتامبر ۱۹۹۹  |
| ۱۹۶۶۰ | Danielsteck    | ۹ سپتامبر ۱۹۹۹  |
| ۱۹۶۶۱ | 1999 RR130     | ۹ سپتامبر ۱۹۹۹  |
| ۱۹۶۶۲ | Stunzi         | ۹ سپتامبر ۱۹۹۹  |
| ۱۹۶۶۳ | Rykerwatts     | ۹ سپتامبر ۱۹۹۹  |
| ۱۹۶۶۴ | Yancey         | ۹ سپتامبر ۱۹۹۹  |
| ۱۹۶۶۵ | 1999 RT137     | ۹ سپتامبر ۱۹۹۹  |
| ۱۹۶۶۶ | 1999 RO144     | ۹ سپتامبر ۱۹۹۹  |
| ۱۹۶۶۷ | 1999 RS144     | ۹ سپتامبر ۱۹۹۹  |
| ۱۹۶۶۸ | 1999 RB145     | ۹ سپتامبر ۱۹۹۹  |
| ۱۹۶۶۹ | 1999 RB150     | ۹ سپتامبر ۱۹۹۹  |
| ۱۹۶۷۰ | 1999 RH151     | ۹ سپتامبر ۱۹۹۹  |
| ۱۹۶۷۱ | 1999 RX151     | ۹ سپتامبر ۱۹۹۹  |
| ۱۹۶۷۲ | 1999 RP155     | ۹ سپتامبر ۱۹۹۹  |
| ۱۹۶۷۳ | 1999 RR158     | ۹ سپتامبر ۱۹۹۹  |
| ۱۹۶۷۴ | 1999 RN160     | ۹ سپتامبر ۱۹۹۹  |
| ۱۹۶۷۵ | 1999 RE162     | ۹ سپتامبر ۱۹۹۹  |
| ۱۹۶۷۶ | Ofeliaguilar   | ۹ سپتامبر ۱۹۹۹  |
| ۱۹۶۷۷ | 1999 RN168     | ۹ سپتامبر ۱۹۹۹  |
| ۱۹۶۷۸ | Belczyk        | ۹ سپتامبر ۱۹۹۹  |
| ۱۹۶۷۹ | Gretabetteo    | ۹ سپتامبر ۱۹۹۹  |
| ۱۹۶۸۰ | 1999 RE180     | ۹ سپتامبر ۱۹۹۹  |
| ۱۹۶۸۱ | 1999 RE194     | ۷ سپتامبر ۱۹۹۹  |
| ۱۹۶۸۲ | 1999 RW194     | ۸ سپتامبر ۱۹۹۹  |
| ۱۹۶۸۳ | 1999 RK196     | ۸ سپتامبر ۱۹۹۹  |
| ۱۹۶۸۴ | 1999 RL196     | ۸ سپتامبر ۱۹۹۹  |
| ۱۹۶۸۵ | 1999 RB197     | ۸ سپتامبر ۱۹۹۹  |
| ۱۹۶۸۶ | 1999 RL197     | ۸ سپتامبر ۱۹۹۹  |
| ۱۹۶۸۷ | 1999 RP199     | ۸ سپتامبر ۱۹۹۹  |
| ۱۹۶۸۸ | 1999 RR204     | ۸ سپتامبر ۱۹۹۹  |
| ۱۹۶۸۹ | 1999 RX205     | ۸ سپتامبر ۱۹۹۹  |
| ۱۹۶۹۰ | 1999 RD212     | ۸ سپتامبر ۱۹۹۹  |
| ۱۹۶۹۱ | 1999 RN214     | ۵ سپتامبر ۱۹۹۹  |
| ۱۹۶۹۲ | 1999 RR220     | ۵ سپتامبر ۱۹۹۹  |
| ۱۹۶۹۳ | 1999 RU230     | ۸ سپتامبر ۱۹۹۹  |
| ۱۹۶۹۴ | Dunkelman      | ۸ سپتامبر ۱۹۹۹  |
| ۱۹۶۹۵ | 1999 RP234     | ۸ سپتامبر ۱۹۹۹  |
| ۱۹۶۹۶ | 1999 SW1       | ۱۸ سپتامبر ۱۹۹۹ |
| ۱۹۶۹۷ | 1999 SY3       | ۲۹ سپتامبر ۱۹۹۹ |
| ۱۹۶۹۸ | 1999 SR4       | ۲۹ سپتامبر ۱۹۹۹ |
| ۱۹۶۹۹ | 1999 SC7       | ۲۹ سپتامبر ۱۹۹۹ |
| ۱۹۷۰۰ | 1999 SG15      | ۳۰ سپتامبر ۱۹۹۹ |
| ۱۹۷۰۱ | 1999 SH19      | ۲۹ سپتامبر ۱۹۹۹ |
| ۱۹۷۰۲ | 1999 SK23      | ۳۰ سپتامبر ۱۹۹۹ |
| ۱۹۷۰۳ | 1999 TJ4       | ۳ اکتبر ۱۹۹۹    |
| ۱۹۷۰۴ | Medlock        | ۷ اکتبر ۱۹۹۹    |
| ۱۹۷۰۵ | 1999 TR10      | ۷ اکتبر ۱۹۹۹    |
| ۱۹۷۰۶ | 1999 TU11      | ۱۰ اکتبر ۱۹۹۹   |
| ۱۹۷۰۷ | Tokunai        | ۸ اکتبر ۱۹۹۹    |
| ۱۹۷۰۸ | 1999 TM32      | ۴ اکتبر ۱۹۹۹    |
| ۱۹۷۰۹ | 1999 TT105     | ۳ اکتبر ۱۹۹۹    |
| ۱۹۷۱۰ | 1999 TC185     | ۱۲ اکتبر ۱۹۹۹   |
| ۱۹۷۱۱ | 1999 TG219     | ۱ اکتبر ۱۹۹۹    |
| ۱۹۷۱۲ | 1999 TL220     | ۱ اکتبر ۱۹۹۹    |
| ۱۹۷۱۳ | 1999 TV228     | ۳ اکتبر ۱۹۹۹    |
| ۱۹۷۱۳ | 1999 UD        | ۱۶ اکتبر ۱۹۹۹   |
| ۱۹۷۱۵ | 1999 UA4       | ۲۷ اکتبر ۱۹۹۹   |
| ۱۹۷۱۶ | 1999 UH23      | ۲۸ اکتبر ۱۹۹۹   |
| ۱۹۷۱۷ | 1999 UZ40      | ۱۶ اکتبر ۱۹۹۹   |
| ۱۹۷۱۸ | Albertjarvis   | ۵ نوامبر ۱۹۹۹   |
| ۱۹۷۱۹ | Glasser        | ۹ نوامبر ۱۹۹۹   |
| ۱۹۷۲۰ | 1999 VP10      | ۹ نوامبر ۱۹۹۹   |
| ۱۹۷۲۱ | Wray           | ۱۰ نوامبر ۱۹۹۹  |
| ۱۹۷۲۲ | 1999 VU47      | ۳ نوامبر ۱۹۹۹   |
| ۱۹۷۲۳ | 1999 VG87      | ۴ نوامبر ۱۹۹۹   |
| ۱۹۷۲۴ | 1999 VR114     | ۹ نوامبر ۱۹۹۹   |
| ۱۹۷۲۵ | 1999 WT4       | ۲۸ نوامبر ۱۹۹۹  |
| ۱۹۷۲۵ | 1999 XL        | ۱ دسامبر ۱۹۹۹   |
| ۱۹۷۲۷ | Allen          | ۴ دسامبر ۱۹۹۹   |
| ۱۹۷۲۸ | 1999 XQ14      | ۶ دسامبر ۱۹۹۹   |
| ۱۹۷۲۹ | 1999 XZ15      | ۶ دسامبر ۱۹۹۹   |
| ۱۹۷۳۰ | Machiavelli    | ۷ دسامبر ۱۹۹۹   |
| ۱۹۷۳۱ | 1999 XA151     | ۹ دسامبر ۱۹۹۹   |
| ۱۹۷۳۲ | 1999 XF165     | ۸ دسامبر ۱۹۹۹   |
| ۱۹۷۳۳ | 1999 XA166     | ۱۰ دسامبر ۱۹۹۹  |
| ۱۹۷۳۴ | 1999 XE175     | ۱۰ دسامبر ۱۹۹۹  |
| ۱۹۷۳۵ | 1999 XN212     | ۱۴ دسامبر ۱۹۹۹  |
| ۱۹۷۳۶ | 2000 AM51      | ۴ ژانویه ۲۰۰۰   |
| ۱۹۷۳۷ | 2000 AQ51      | ۴ ژانویه ۲۰۰۰   |
| ۱۹۷۳۸ | Calinger       | ۴ ژانویه ۲۰۰۰   |
| ۱۹۷۳۹ | 2000 AL104     | ۵ ژانویه ۲۰۰۰   |
| ۱۹۷۴۰ | 2000 AG138     | ۵ ژانویه ۲۰۰۰   |
| ۱۹۷۴۱ | Callahan       | ۵ ژانویه ۲۰۰۰   |
| ۱۹۷۴۲ | 2000 AS162     | ۴ ژانویه ۲۰۰۰   |
| ۱۹۷۴۳ | 2000 AF164     | ۵ ژانویه ۲۰۰۰   |
| ۱۹۷۴۴ | 2000 AC176     | ۷ ژانویه ۲۰۰۰   |
| ۱۹۷۴۵ | 2000 AP199     | ۹ ژانویه ۲۰۰۰   |
| ۱۹۷۴۶ | 2000 AE200     | ۹ ژانویه ۲۰۰۰   |
| ۱۹۷۴۷ | 2000 AK245     | ۹ ژانویه ۲۰۰۰   |
| ۱۹۷۴۸ | 2000 BD5       | ۲۷ ژانویه ۲۰۰۰  |
| ۱۹۷۴۹ | 2000 CG19      | ۲ فوریه ۲۰۰۰    |
| ۱۹۷۵۰ | 2000 CM62      | ۲ فوریه ۲۰۰۰    |
| ۱۹۷۵۱ | 2000 CG63      | ۲ فوریه ۲۰۰۰    |
| ۱۹۷۵۲ | 2000 CH67      | ۶ فوریه ۲۰۰۰    |
| ۱۹۷۵۳ | 2000 CL94      | ۸ فوریه ۲۰۰۰    |
| ۱۹۷۵۴ | Paclements     | ۸ فوریه ۲۰۰۰    |
| ۱۹۷۵۵ | 2000 EH34      | ۵ مارس ۲۰۰۰     |
| ۱۹۷۵۶ | 2000 EW50      | ۹ مارس ۲۰۰۰     |
| ۱۹۷۵۷ | 2000 GK1       | ۲ آوریل ۲۰۰۰    |
| ۱۹۷۵۸ | Janelcoulson   | ۷ آوریل ۲۰۰۰    |
| ۱۹۷۵۹ | 2000 GU146     | ۱۲ آوریل ۲۰۰۰   |
| ۱۹۷۶۰ | 2000 GK160     | ۷ آوریل ۲۰۰۰    |
| ۱۹۷۶۱ | 2000 JP10      | ۷ مه ۲۰۰۰       |
| ۱۹۷۶۲ | Lacrowder      | ۶ مه ۲۰۰۰       |
| ۱۹۷۶۳ | Klimesh        | ۱۸ ژوئن ۲۰۰۰    |
| ۱۹۷۶۴ | 2000 NF5       | ۷ ژوئیه ۲۰۰۰    |
| ۱۹۷۶۵ | 2000 NM11      | ۱۰ ژوئیه ۲۰۰۰   |
| ۱۹۷۶۶ | Katiedavis     | ۲۴ ژوئیه ۲۰۰۰   |
| ۱۹۷۶۷ | 2000 ON5       | ۲۴ ژوئیه ۲۰۰۰   |
| ۱۹۷۶۸ | Ellendoane     | ۲۳ ژوئیه ۲۰۰۰   |
| ۱۹۷۶۹ | Dolyniuk       | ۲۳ ژوئیه ۲۰۰۰   |
| ۱۹۷۷۰ | 2000 OP22      | ۳۱ ژوئیه ۲۰۰۰   |
| ۱۹۷۷۱ | 2000 OF44      | ۳۰ ژوئیه ۲۰۰۰   |
| ۱۹۷۷۲ | 2000 OU46      | ۳۱ ژوئیه ۲۰۰۰   |
| ۱۹۷۷۳ | 2000 OJ50      | ۳۱ ژوئیه ۲۰۰۰   |
| ۱۹۷۷۴ | 2000 OS51      | ۳۰ ژوئیه ۲۰۰۰   |
| ۱۹۷۷۵ | Medmondson     | ۱ اوت ۲۰۰۰      |
| ۱۹۷۷۶ | Balears        | ۴ اوت ۲۰۰۰      |
| ۱۹۷۷۷ | 2000 PU7       | ۲ اوت ۲۰۰۰      |
| ۱۹۷۷۸ | Louisgarcia    | ۲۴ اوت ۲۰۰۰     |
| ۱۹۷۷۹ | 2000 QU53      | ۲۵ اوت ۲۰۰۰     |
| ۱۹۷۸۰ | 2000 QE65      | ۲۸ اوت ۲۰۰۰     |
| ۱۹۷۸۱ | 2000 QK68      | ۲۶ اوت ۲۰۰۰     |
| ۱۹۷۸۲ | 2000 QT68      | ۳۰ اوت ۲۰۰۰     |
| ۱۹۷۸۳ | Antoniromanya  | ۲۷ اوت ۲۰۰۰     |
| ۱۹۷۸۴ | 2000 QJ81      | ۲۴ اوت ۲۰۰۰     |
| ۱۹۷۸۵ | 2000 QU103     | ۲۸ اوت ۲۰۰۰     |
| ۱۹۷۸۶ | 2000 QR104     | ۲۸ اوت ۲۰۰۰     |
| ۱۹۷۸۷ | Betsyglass     | ۲۴ اوت ۲۰۰۰     |
| ۱۹۷۸۸ | Hunker         | ۲۸ اوت ۲۰۰۰     |
| ۱۹۷۸۹ | Susanjohnson   | ۲۴ اوت ۲۰۰۰     |
| ۱۹۷۹۰ | 2000 RU10      | ۱ سپتامبر ۲۰۰۰  |
| ۱۹۷۹۱ | 2000 RV15      | ۱ سپتامبر ۲۰۰۰  |
| ۱۹۷۹۲ | 2000 RO33      | ۱ سپتامبر ۲۰۰۰  |
| ۱۹۷۹۳ | 2000 RX42      | ۳ سپتامبر ۲۰۰۰  |
| ۱۹۷۹۴ | 2000 RV49      | ۵ سپتامبر ۲۰۰۰  |
| ۱۹۷۹۵ | 2000 RJ50      | ۵ سپتامبر ۲۰۰۰  |
| ۱۹۷۹۶ | 2000 RX50      | ۵ سپتامبر ۲۰۰۰  |
| ۱۹۷۹۷ | 2000 RO51      | ۵ سپتامبر ۲۰۰۰  |
| ۱۹۷۹۸ | 2000 RP51      | ۵ سپتامبر ۲۰۰۰  |
| ۱۹۷۹۹ | 2000 RT51      | ۵ سپتامبر ۲۰۰۰  |
| ۱۹۸۰۰ | 2000 RX51      | ۵ سپتامبر ۲۰۰۰  |
| ۱۹۸۰۱ | Karenlemmon    | ۱ سپتامبر ۲۰۰۰  |
| ۱۹۸۰۲ | 2000 RD72      | ۲ سپتامبر ۲۰۰۰  |
| ۱۹۸۰۳ | 2000 RX90      | ۳ سپتامبر ۲۰۰۰  |
| ۱۹۸۰۴ | 2000 RY103     | ۶ سپتامبر ۲۰۰۰  |
| ۱۹۸۰۵ | 2000 SR11      | ۲۴ سپتامبر ۲۰۰۰ |
| ۱۹۸۰۶ | Domatthews     | ۲۰ سپتامبر ۲۰۰۰ |
| ۱۹۸۰۷ | 2000 SE16      | ۲۳ سپتامبر ۲۰۰۰ |
| ۱۹۸۰۸ | Elainemccall   | ۲۴ سپتامبر ۲۰۰۰ |
| ۱۹۸۰۹ | Nancyowen      | ۲۴ سپتامبر ۲۰۰۰ |
| ۱۹۸۱۰ | Partridge      | ۲۴ سپتامبر ۲۰۰۰ |
| ۱۹۸۱۱ | Kimperkins     | ۲۴ سپتامبر ۲۰۰۰ |
| ۱۹۸۱۲ | 2000 SG119     | ۲۴ سپتامبر ۲۰۰۰ |
| ۱۹۸۱۳ | Ericsands      | ۲۴ سپتامبر ۲۰۰۰ |
| ۱۹۸۱۴ | 2000 ST124     | ۲۴ سپتامبر ۲۰۰۰ |
| ۱۹۸۱۵ | Marshasega     | ۲۴ سپتامبر ۲۰۰۰ |
| ۱۹۸۱۶ | Wayneseyfert   | ۲۴ سپتامبر ۲۰۰۰ |
| ۱۹۸۱۷ | Larashelton    | ۲۴ سپتامبر ۲۰۰۰ |
| ۱۹۸۱۸ | Shotwell       | ۲۴ سپتامبر ۲۰۰۰ |
| ۱۹۸۱۹ | 2000 SQ152     | ۲۴ سپتامبر ۲۰۰۰ |
| ۱۹۸۲۰ | Stowers        | ۲۴ سپتامبر ۲۰۰۰ |
| ۱۹۸۲۱ | Caroltolin     | ۲۴ سپتامبر ۲۰۰۰ |
| ۱۹۸۲۲ | Vonzielonka    | ۲۳ سپتامبر ۲۰۰۰ |
| ۱۹۸۲۳ | 2000 SD170     | ۲۴ سپتامبر ۲۰۰۰ |
| ۱۹۸۲۴ | 2000 SL176     | ۲۸ سپتامبر ۲۰۰۰ |
| ۱۹۸۲۵ | 2000 SN179     | ۲۸ سپتامبر ۲۰۰۰ |
| ۱۹۸۲۶ | Patwalker      | ۲۴ سپتامبر ۲۰۰۰ |
| ۱۹۸۲۷ | 2000 SN212     | ۲۵ سپتامبر ۲۰۰۰ |
| ۱۹۸۲۸ | 2000 SB214     | ۲۵ سپتامبر ۲۰۰۰ |
| ۱۹۸۲۹ | 2000 SH217     | ۲۶ سپتامبر ۲۰۰۰ |
| ۱۹۸۳۰ | 2000 SC218     | ۲۶ سپتامبر ۲۰۰۰ |
| ۱۹۸۳۱ | 2000 SV225     | ۲۷ سپتامبر ۲۰۰۰ |
| ۱۹۸۳۲ | 2000 SS226     | ۲۷ سپتامبر ۲۰۰۰ |
| ۱۹۸۳۳ | Wickwar        | ۲۸ سپتامبر ۲۰۰۰ |
| ۱۹۸۳۴ | 2000 SO238     | ۲۶ سپتامبر ۲۰۰۰ |
| ۱۹۸۳۵ | Zreda          | ۲۴ سپتامبر ۲۰۰۰ |
| ۱۹۸۳۶ | 2000 SC270     | ۲۷ سپتامبر ۲۰۰۰ |
| ۱۹۸۳۷ | 2000 SE271     | ۲۷ سپتامبر ۲۰۰۰ |
| ۱۹۸۳۸ | 2000 SA273     | ۲۸ سپتامبر ۲۰۰۰ |
| ۱۹۸۳۹ | 2000 SW275     | ۲۸ سپتامبر ۲۰۰۰ |
| ۱۹۸۴۰ | 2000 SB280     | ۲۷ سپتامبر ۲۰۰۰ |
| ۱۹۸۴۱ | 2000 SO280     | ۳۰ سپتامبر ۲۰۰۰ |
| ۱۹۸۴۲ | 2000 SU298     | ۲۸ سپتامبر ۲۰۰۰ |
| ۱۹۸۴۳ | 2000 SM309     | ۳۰ سپتامبر ۲۰۰۰ |
| ۱۹۸۴۴ | 2000 ST317     | ۳۰ سپتامبر ۲۰۰۰ |
| ۱۹۸۴۵ | 2000 SY319     | ۲۷ سپتامبر ۲۰۰۰ |
| ۱۹۸۴۶ | 2000 SN327     | ۳۰ سپتامبر ۲۰۰۰ |
| ۱۹۸۴۷ | 2000 ST339     | ۲۵ سپتامبر ۲۰۰۰ |
| ۱۹۸۴۸ | Yeungchuchiu   | ۲ اکتبر ۲۰۰۰    |
| ۱۹۸۴۹ | 2000 TL18      | ۱ اکتبر ۲۰۰۰    |
| ۱۹۸۵۰ | 2000 TQ25      | ۲ اکتبر ۲۰۰۰    |
| ۱۹۸۵۱ | 2000 TD42      | ۱ اکتبر ۲۰۰۰    |
| ۱۹۸۵۲ | 2000 TT58      | ۲ اکتبر ۲۰۰۰    |
| ۱۹۸۵۳ | 2000 TL60      | ۲ اکتبر ۲۰۰۰    |
| ۱۹۸۵۴ | 2000 UV5       | ۱۹ اکتبر ۲۰۰۰   |
| ۱۹۸۵۵ | Borisalexeev   | ۲۴ اکتبر ۲۰۰۰   |
| ۱۹۸۵۶ | 2000 UP8       | ۲۴ اکتبر ۲۰۰۰   |
| ۱۹۸۵۷ | Amandajane     | ۱۹ اکتبر ۲۰۰۰   |
| ۱۹۸۵۸ | 2000 UT18      | ۲۵ اکتبر ۲۰۰۰   |
| ۱۹۸۵۹ | 2000 UK22      | ۲۴ اکتبر ۲۰۰۰   |
| ۱۹۸۶۰ | Anahtar        | ۲۴ اکتبر ۲۰۰۰   |
| ۱۹۸۶۱ | Auster         | ۲۴ اکتبر ۲۰۰۰   |
| ۱۹۸۶۱ | 2556 P-L       | ۲۴ سپتامبر ۱۹۶۰ |
| ۱۹۸۶۱ | 2725 P-L       | ۲۴ سپتامبر ۱۹۶۰ |
| ۱۹۸۶۱ | 2775 P-L       | ۲۴ سپتامبر ۱۹۶۰ |
| ۱۹۸۶۱ | 2825 P-L       | ۲۴ سپتامبر ۱۹۶۰ |
| ۱۹۸۶۱ | 4014 P-L       | ۲۴ سپتامبر ۱۹۶۰ |
| ۱۹۸۶۱ | 4061 P-L       | ۲۴ سپتامبر ۱۹۶۰ |
| ۱۹۸۶۱ | 4072 P-L       | ۲۴ سپتامبر ۱۹۶۰ |
| ۱۹۸۶۱ | 4202 P-L       | ۲۴ سپتامبر ۱۹۶۰ |
| ۱۹۸۶۱ | 4780 P-L       | ۲۴ سپتامبر ۱۹۶۰ |
| ۱۹۸۶۱ | 6058 P-L       | ۲۴ سپتامبر ۱۹۶۰ |
| ۱۹۸۷۲ | Chendonghua    | ۲۴ سپتامبر ۱۹۶۰ |
| ۱۹۸۷۳ | Chentao        | ۲۴ سپتامبر ۱۹۶۰ |
| ۱۹۸۷۴ | Liudongyan     | ۲۴ سپتامبر ۱۹۶۰ |
| ۱۹۸۷۵ | Guedes         | ۲۴ سپتامبر ۱۹۶۰ |
| ۱۹۸۷۵ | 7637 P-L       | ۲۲ اکتبر ۱۹۶۰   |
| ۱۹۸۷۵ | 9086 P-L       | ۱۷ اکتبر ۱۹۶۰   |
| ۱۹۸۷۸ | 1030 T-1       | ۲۵ مارس ۱۹۷۱    |
| ۱۹۸۷۹ | 1274 T-1       | ۲۵ مارس ۱۹۷۱    |
| ۱۹۸۸۰ | 2247 T-1       | ۲۵ مارس ۱۹۷۱    |
| ۱۹۸۸۱ | 2288 T-1       | ۲۵ مارس ۱۹۷۱    |
| ۱۹۸۸۲ | 3024 T-1       | ۲۶ مارس ۱۹۷۱    |
| ۱۹۸۸۳ | 4058 T-1       | ۲۶ مارس ۱۹۷۱    |
| ۱۹۸۸۴ | 4125 T-1       | ۲۶ مارس ۱۹۷۱    |
| ۱۹۸۸۵ | 4283 T-1       | ۲۶ مارس ۱۹۷۱    |
| ۱۹۸۸۶ | 1167 T-2       | ۲۹ سپتامبر ۱۹۷۳ |
| ۱۹۸۸۷ | 1279 T-2       | ۲۹ سپتامبر ۱۹۷۳ |
| ۱۹۸۸۸ | 2048 T-2       | ۲۹ سپتامبر ۱۹۷۳ |
| ۱۹۸۸۹ | 2304 T-2       | ۲۹ سپتامبر ۱۹۷۳ |
| ۱۹۸۹۰ | 3042 T-2       | ۳۰ سپتامبر ۱۹۷۳ |
| ۱۹۸۹۱ | 3326 T-2       | ۲۵ سپتامبر ۱۹۷۳ |
| ۱۹۸۹۲ | 4128 T-2       | ۲۹ سپتامبر ۱۹۷۳ |
| ۱۹۸۹۳ | 4524 T-2       | ۳۰ سپتامبر ۱۹۷۳ |
| ۱۹۸۹۴ | 5124 T-2       | ۲۵ سپتامبر ۱۹۷۳ |
| ۱۹۸۹۵ | 5161 T-2       | ۲۵ سپتامبر ۱۹۷۳ |
| ۱۹۸۹۶ | 5366 T-2       | ۳۰ سپتامبر ۱۹۷۳ |
| ۱۹۸۹۷ | 1097 T-3       | ۱۷ اکتبر ۱۹۷۷   |
| ۱۹۸۹۸ | 1177 T-3       | ۱۷ اکتبر ۱۹۷۷   |
| ۱۹۸۹۹ | 1188 T-3       | ۱۷ اکتبر ۱۹۷۷   |
| ۱۹۹۰۰ | 2172 T-3       | ۱۶ اکتبر ۱۹۷۷   |
| ۱۹۹۰۱ | 2191 T-3       | ۱۶ اکتبر ۱۹۷۷   |
| ۱۹۹۰۲ | 3420 T-3       | ۱۶ اکتبر ۱۹۷۷   |
| ۱۹۹۰۳ | 3464 T-3       | ۱۶ اکتبر ۱۹۷۷   |
| ۱۹۹۰۴ | 3487 T-3       | ۱۶ اکتبر ۱۹۷۷   |
| ۱۹۹۰۵ | 4086 T-3       | ۱۶ اکتبر ۱۹۷۷   |
| ۱۹۹۰۶ | 4138 T-3       | ۱۶ اکتبر ۱۹۷۷   |
| ۱۹۹۰۷ | 4220 T-3       | ۱۶ اکتبر ۱۹۷۷   |
| ۱۹۹۰۸ | 4324 T-3       | ۱۶ اکتبر ۱۹۷۷   |
| ۱۹۹۰۹ | 4326 T-3       | ۱۶ اکتبر ۱۹۷۷   |
| ۱۹۹۱۰ | 5078 T-3       | ۱۶ اکتبر ۱۹۷۷   |
| ۱۹۹۱۰ | 1933 FK        | ۲۶ مارس ۱۹۳۳    |
| ۱۹۹۱۲ | Aurapenenta    | ۱۴ سپتامبر ۱۹۵۵ |
| ۱۹۹۱۳ | Aigyptios      | ۱۹ سپتامبر ۱۹۷۳ |
| ۱۹۹۱۴ | Klagenfurt     | ۲۷ اکتبر ۱۹۷۳   |
| ۱۹۹۱۵ | Bochkarev      | ۱۴ سپتامبر ۱۹۷۴ |
| ۱۹۹۱۶ | Donbass        | ۲۶ اوت ۱۹۷۶     |
| ۱۹۹۱۷ | 1977 EE8       | ۱۲ مارس ۱۹۷۷    |
| ۱۹۹۱۷ | 1977 PB        | ۶ اوت ۱۹۷۷      |
| ۱۹۹۱۹ | 1977 TQ6       | ۸ اکتبر ۱۹۷۷    |
| ۱۹۹۱۹ | 1978 NF        | ۱۰ ژوئیه ۱۹۷۸   |
| ۱۹۹۲۱ | 1978 VV3       | ۷ نوامبر ۱۹۷۸   |
| ۱۹۹۲۲ | 1978 VV4       | ۷ نوامبر ۱۹۷۸   |
| ۱۹۹۲۳ | 1978 VA8       | ۶ نوامبر ۱۹۷۸   |
| ۱۹۹۲۴ | 1979 MQ6       | ۲۵ ژوئن ۱۹۷۹    |
| ۱۹۹۲۵ | 1979 QD3       | ۲۲ اوت ۱۹۷۹     |
| ۱۹۹۲۵ | 1979 YQ        | ۱۷ دسامبر ۱۹۷۹  |
| ۱۹۹۲۷ | 1980 FM4       | ۱۶ مارس ۱۹۸۰    |
| ۱۹۹۲۸ | 1981 DB3       | ۲۸ فوریه ۱۹۸۱   |
| ۱۹۹۲۹ | 1981 DL3       | ۲۸ فوریه ۱۹۸۱   |
| ۱۹۹۳۰ | 1981 EV2       | ۲ مارس ۱۹۸۱     |
| ۱۹۹۳۱ | 1981 EF3       | ۲ مارس ۱۹۸۱     |
| ۱۹۹۳۲ | 1981 EU4       | ۲ مارس ۱۹۸۱     |
| ۱۹۹۳۳ | 1981 EW5       | ۷ مارس ۱۹۸۱     |
| ۱۹۹۳۴ | 1981 EG11      | ۱ مارس ۱۹۸۱     |
| ۱۹۹۳۵ | 1981 EG12      | ۱ مارس ۱۹۸۱     |
| ۱۹۹۳۶ | 1981 EZ12      | ۱ مارس ۱۹۸۱     |
| ۱۹۹۳۷ | 1981 EF15      | ۱ مارس ۱۹۸۱     |
| ۱۹۹۳۸ | 1981 EN15      | ۱ مارس ۱۹۸۱     |
| ۱۹۹۳۹ | 1981 EG16      | ۱ مارس ۱۹۸۱     |
| ۱۹۹۴۰ | 1981 EK20      | ۲ مارس ۱۹۸۱     |
| ۱۹۹۴۱ | 1981 ES24      | ۲ مارس ۱۹۸۱     |
| ۱۹۹۴۲ | 1981 EV24      | ۲ مارس ۱۹۸۱     |
| ۱۹۹۴۳ | 1981 EB31      | ۲ مارس ۱۹۸۱     |
| ۱۹۹۴۴ | 1981 EF31      | ۲ مارس ۱۹۸۱     |
| ۱۹۹۴۵ | 1981 ET31      | ۲ مارس ۱۹۸۱     |
| ۱۹۹۴۶ | 1981 EB35      | ۲ مارس ۱۹۸۱     |
| ۱۹۹۴۷ | 1981 EE39      | ۲ مارس ۱۹۸۱     |
| ۱۹۹۴۸ | 1981 EP40      | ۲ مارس ۱۹۸۱     |
| ۱۹۹۴۹ | 1981 EM46      | ۲ مارس ۱۹۸۱     |
| ۱۹۹۵۰ | 1981 EP47      | ۲ مارس ۱۹۸۱     |
| ۱۹۹۵۱ | 1982 UW2       | ۲۰ اکتبر ۱۹۸۲   |
| ۱۹۹۵۲ | 1982 UV6       | ۲۰ اکتبر ۱۹۸۲   |
| ۱۹۹۵۳ | 1982 VU2       | ۱۴ نوامبر ۱۹۸۲  |
| ۱۹۹۵۴ | 1982 VY3       | ۱۴ نوامبر ۱۹۸۲  |
| ۱۹۹۵۵ | Holly          | ۲۸ نوامبر ۱۹۸۴  |
| ۱۹۹۵۶ | 1985 QW1       | ۱۷ اوت ۱۹۸۵     |
| ۱۹۹۵۷ | 1985 QG4       | ۲۴ اوت ۱۹۸۵     |
| ۱۹۹۵۸ | 1985 RN4       | ۱۱ سپتامبر ۱۹۸۵ |
| ۱۹۹۵۹ | 1985 UJ3       | ۱۷ اکتبر ۱۹۸۵   |
| ۱۹۹۶۰ | 1986 CN1       | ۳ فوریه ۱۹۸۶    |
| ۱۹۹۶۱ | 1986 QP3       | ۲۹ اوت ۱۹۸۶     |
| ۱۹۹۶۲ | 1986 RV5       | ۷ سپتامبر ۱۹۸۶  |
| ۱۹۹۶۲ | 1986 TR        | ۴ اکتبر ۱۹۸۶    |
| ۱۹۹۶۴ | 1987 BX1       | ۲۵ ژانویه ۱۹۸۷  |
| ۱۹۹۶۵ | 1987 RO1       | ۱۴ سپتامبر ۱۹۸۷ |
| ۱۹۹۶۶ | 1987 SL3       | ۲۵ سپتامبر ۱۹۸۷ |
| ۱۹۹۶۷ | 1987 SN12      | ۱۶ سپتامبر ۱۹۸۷ |
| ۱۹۹۶۸ | 1988 FE3       | ۱۹ مارس ۱۹۸۸    |
| ۱۹۹۶۹ | Davidfreedman  | ۱۱ اوت ۱۹۸۸     |
| ۱۹۹۷۰ | Johannpeter    | ۸ سپتامبر ۱۹۸۸  |
| ۱۹۹۷۱ | 1988 RZ5       | ۳ سپتامبر ۱۹۸۸  |
| ۱۹۹۷۲ | 1988 RD6       | ۵ سپتامبر ۱۹۸۸  |
| ۱۹۹۷۳ | 1988 RZ10      | ۱۴ سپتامبر ۱۹۸۸ |
| ۱۹۹۷۴ | 1989 GR1       | ۳ آوریل ۱۹۸۹    |
| ۱۹۹۷۵ | 1989 GX2       | ۳ آوریل ۱۹۸۹    |
| ۱۹۹۷۵ | 1989 TD        | ۴ اکتبر ۱۹۸۹    |
| ۱۹۹۷۵ | 1989 TQ        | ۷ اکتبر ۱۹۸۹    |
| ۱۹۹۷۸ | 1989 TN6       | ۷ اکتبر ۱۹۸۹    |
| ۱۹۹۷۸ | 1989 VJ        | ۲ نوامبر ۱۹۸۹   |
| ۱۹۹۸۰ | Barrysimon     | ۲۲ نوامبر ۱۹۸۹  |
| ۱۹۹۸۱ | Bialystock     | ۲۹ دسامبر ۱۹۸۹  |
| ۱۹۹۸۲ | Barbaradoore   | ۲۲ ژانویه ۱۹۹۰  |
| ۱۹۹۸۲ | 1990 DW        | ۱۸ فوریه ۱۹۹۰   |
| ۱۹۹۸۴ | 1990 EP2       | ۲ مارس ۱۹۹۰     |
| ۱۹۹۸۴ | 1990 GD        | ۱۵ آوریل ۱۹۹۰   |
| ۱۹۹۸۴ | 1990 KD        | ۲۰ مه ۱۹۹۰      |
| ۱۹۹۸۷ | 1990 QJ3       | ۲۸ اوت ۱۹۹۰     |
| ۱۹۹۸۸ | 1990 QW3       | ۲۲ اوت ۱۹۹۰     |
| ۱۹۹۸۹ | 1990 RN8       | ۱۵ سپتامبر ۱۹۹۰ |
| ۱۹۹۹۰ | 1990 SE8       | ۲۲ سپتامبر ۱۹۹۰ |
| ۱۹۹۹۱ | 1990 SW8       | ۲۲ سپتامبر ۱۹۹۰ |
| ۱۹۹۹۲ | Schonbein      | ۱۰ اکتبر ۱۹۹۰   |
| ۱۹۹۹۳ | Gunterseeber   | ۱۰ اکتبر ۱۹۹۰   |
| ۱۹۹۹۴ | Tresini        | ۱۳ اکتبر ۱۹۹۰   |
| ۱۹۹۹۵ | 1990 VU8       | ۱۲ نوامبر ۱۹۹۰  |
| ۱۹۹۹۵ | 1990 WZ        | ۱۸ نوامبر ۱۹۹۰  |
| ۱۹۹۹۷ | 1990 WM1       | ۱۸ نوامبر ۱۹۹۰  |
| ۱۹۹۹۸ | 1990 WP1       | ۱۸ نوامبر ۱۹۹۰  |
| ۱۹۹۹۹ | 1991 BJ1       | ۱۸ ژانویه ۱۹۹۱  |
| ۲۰۰۰۰ | Varuna         | ۲۸ نوامبر ۲۰۰۰  |